# 訃報 2022年8月
訃報 2022年8月（ふほう 2022ねん8がつ）では、2022年8月に物故し、もしくは物故が報じられた人物について記載する。

## 1日 - 15日

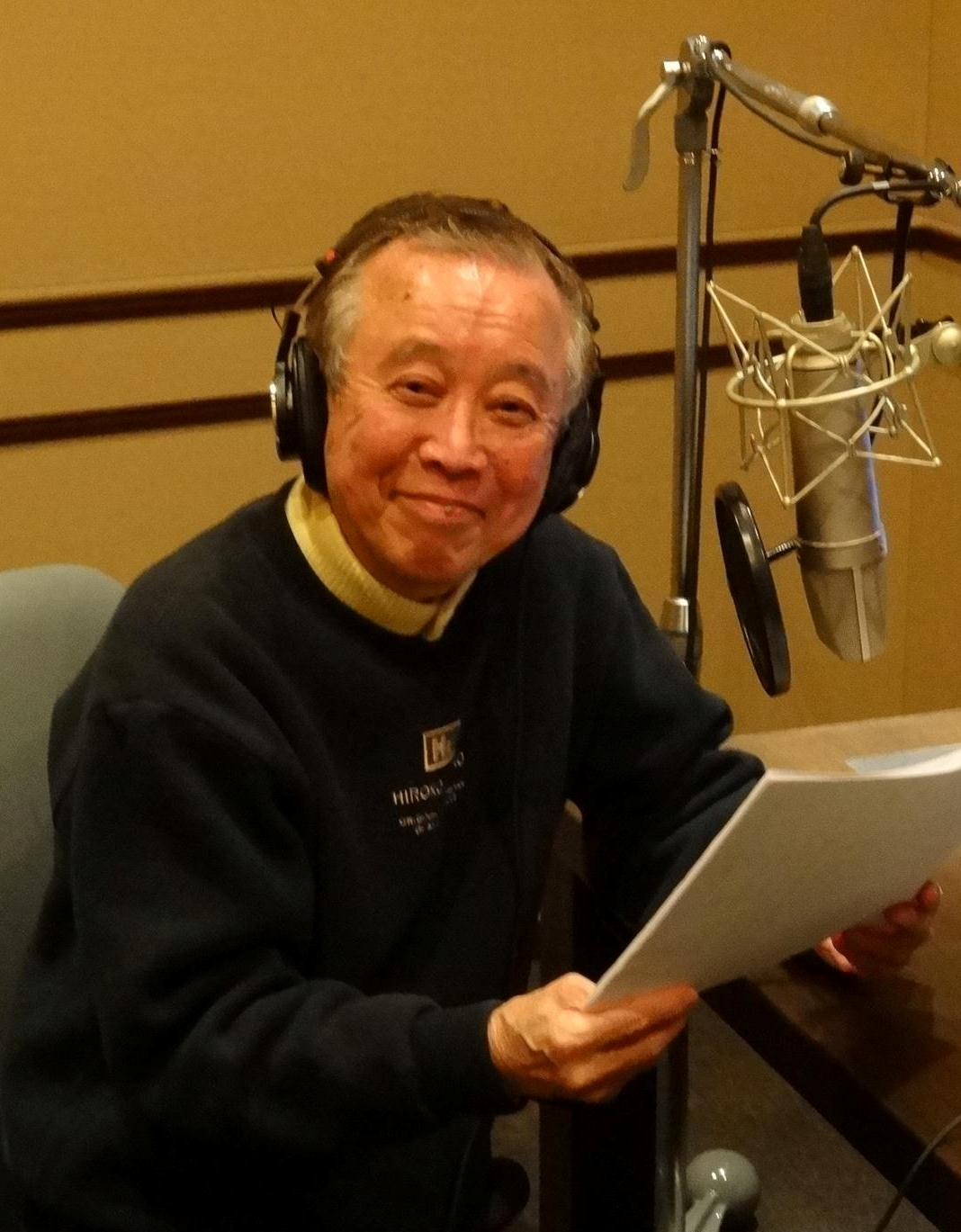
大竹宏／8月1日没

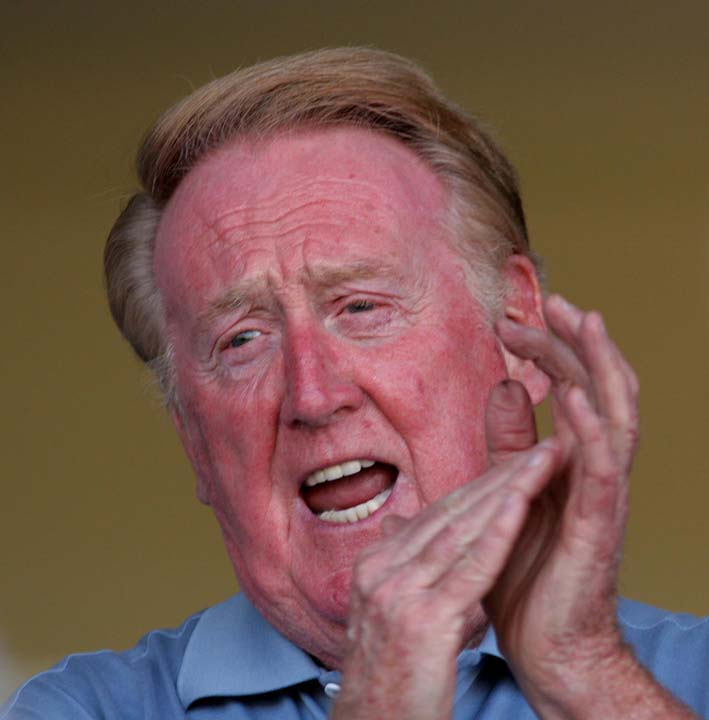
ビン・スカリー／8月2日没

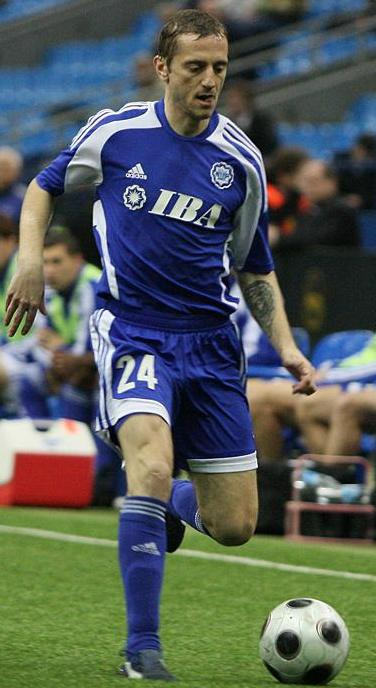
アンドレイス・ルビンス／8月3日没

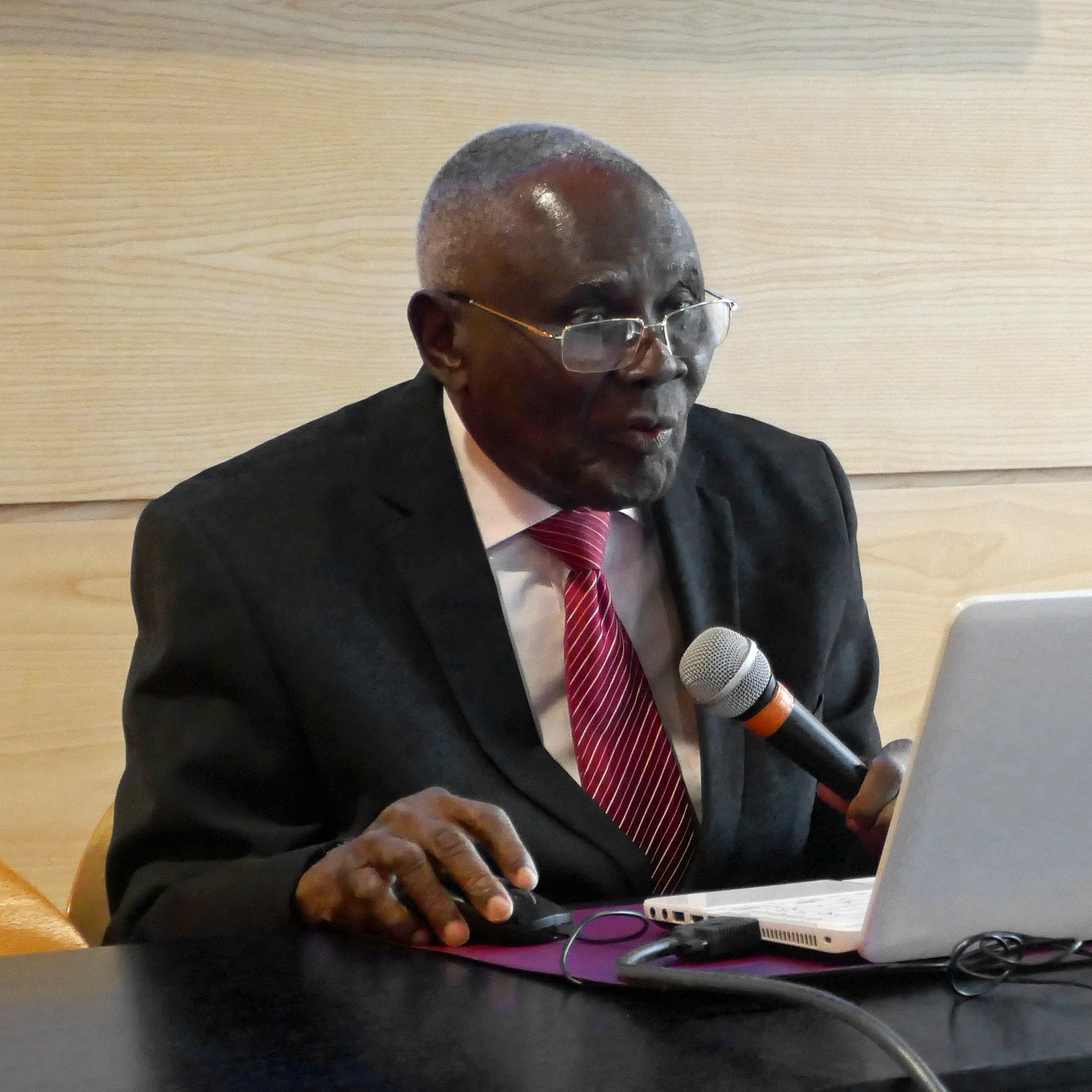
アキン・マボグンジェ／8月4日没

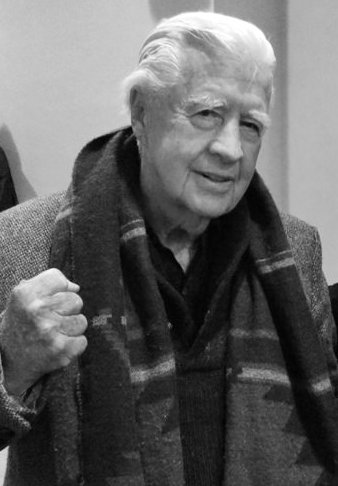
クルー・ギャラガー／8月5日没

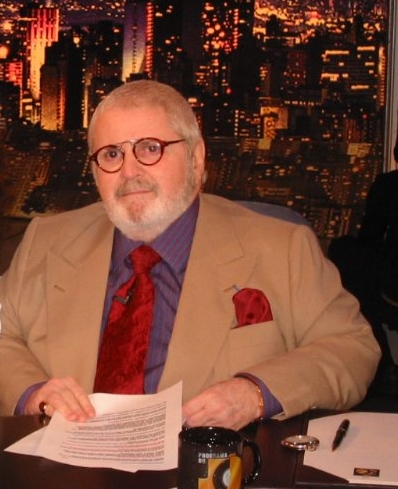
ジョ・ソアレス／8月5日没

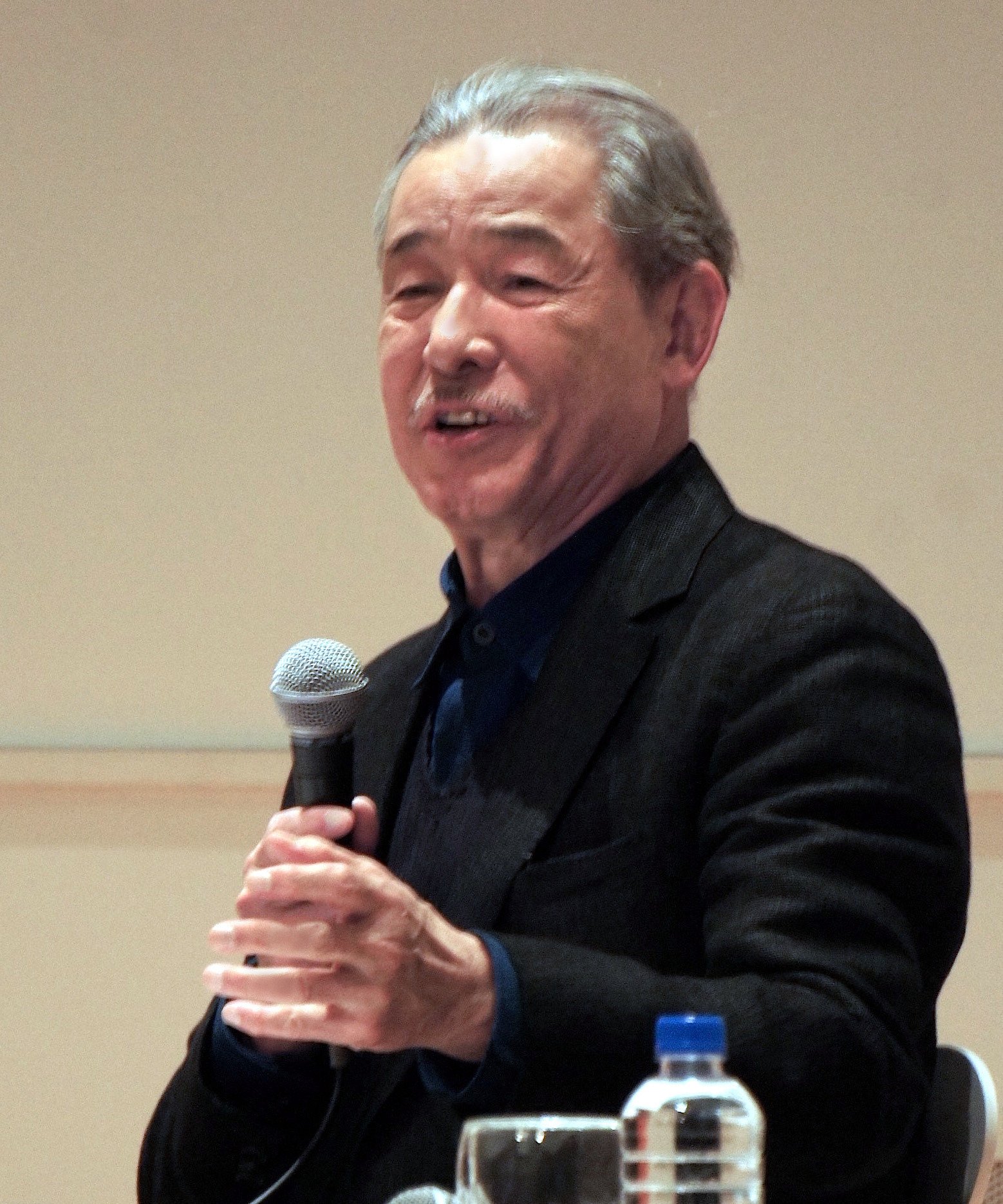
三宅一生／8月5日没

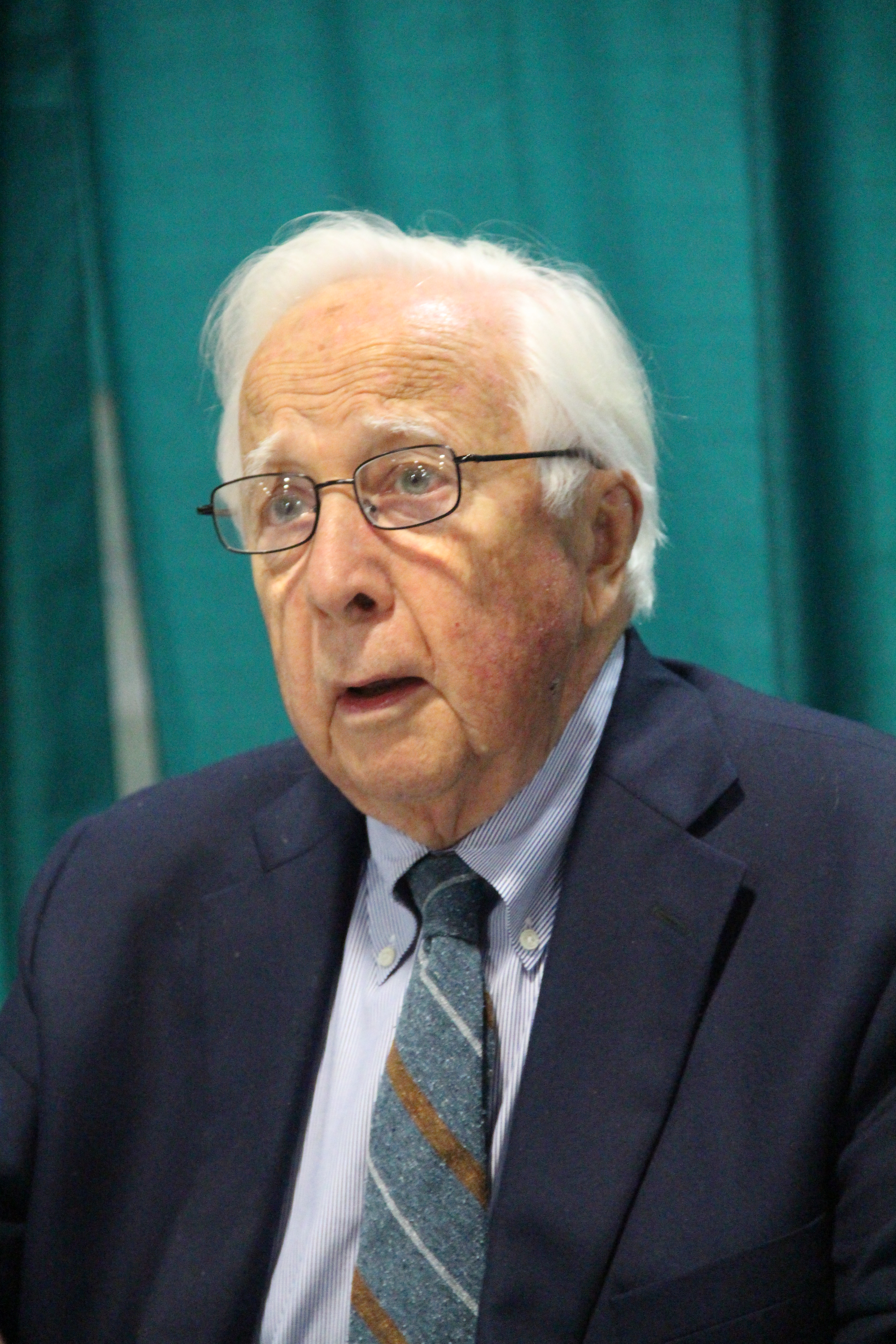
デヴィッド・マカルー／8月7日没

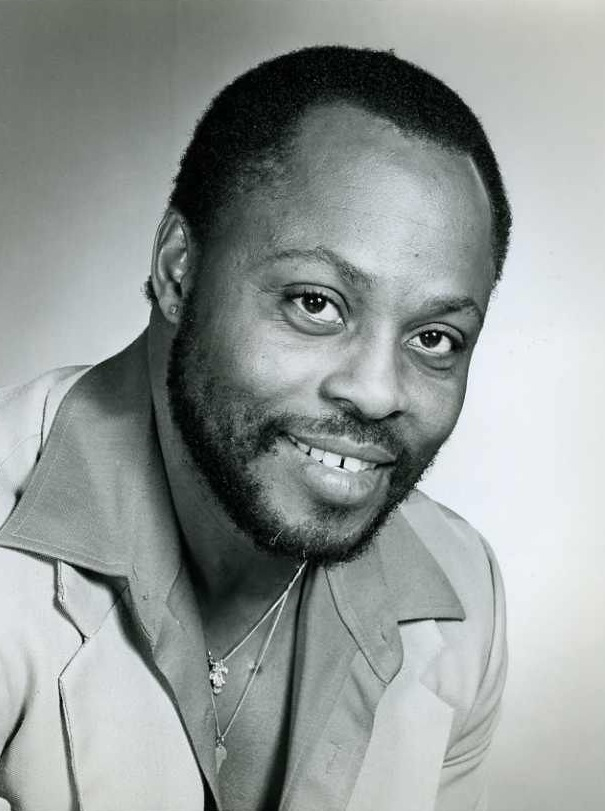
ロジャー・E・モーズリー／8月7日没

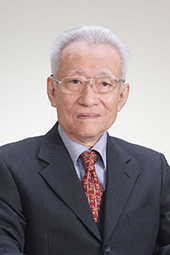
中井久夫／8月8日没

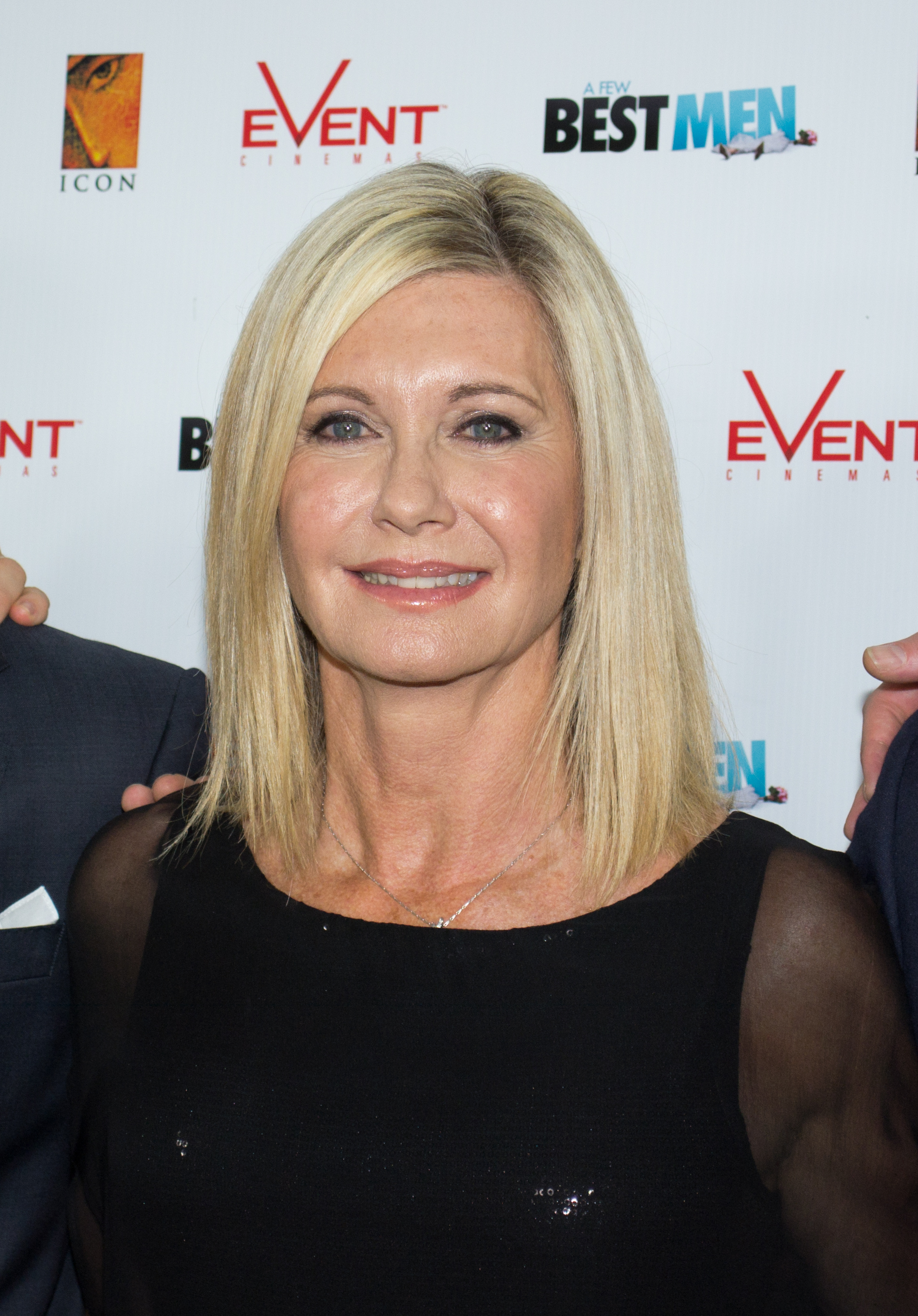
オリビア・ニュートン＝ジョン／8月8日没

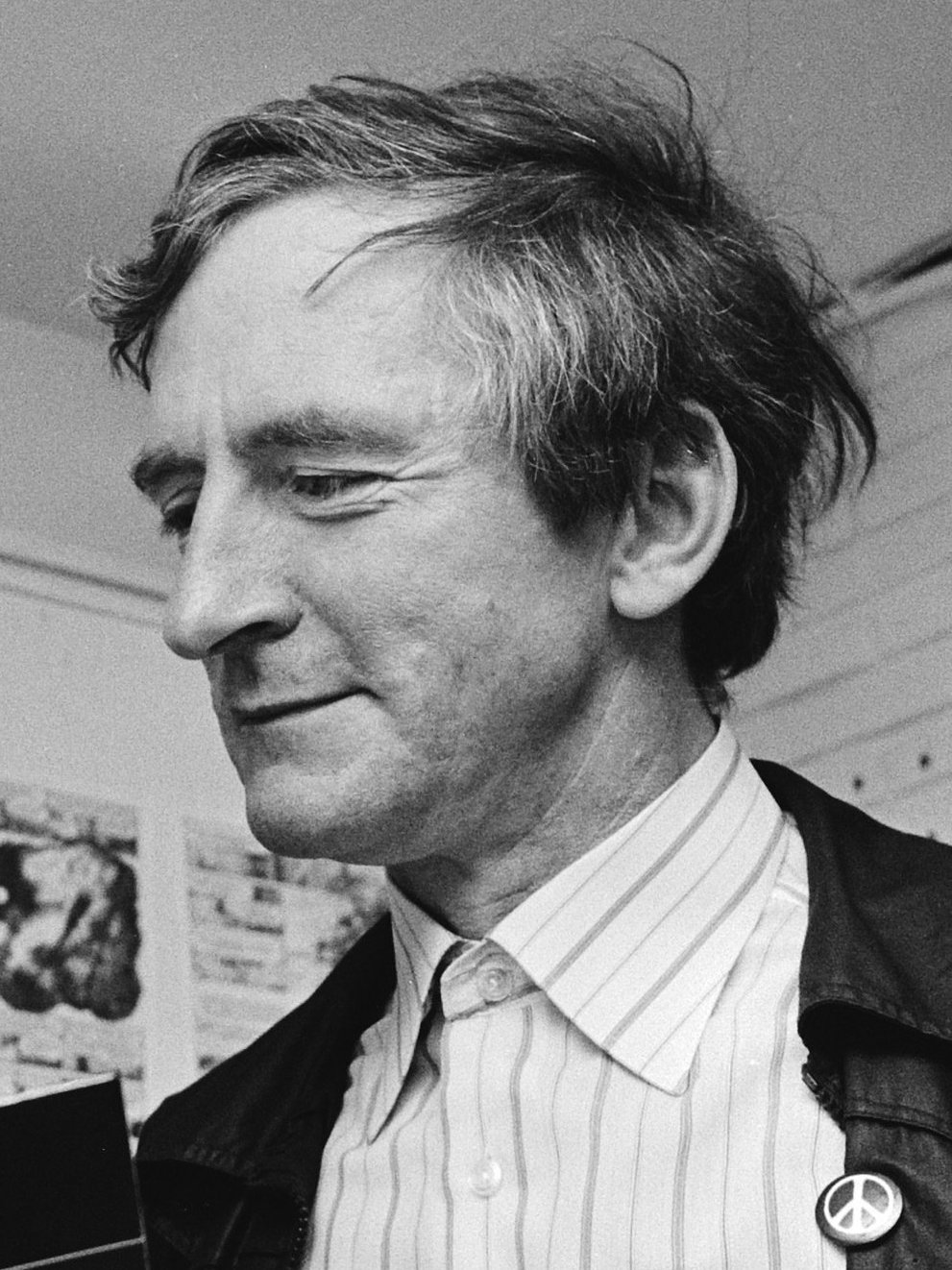
レイモンド・ブリッグズ／8月9日没

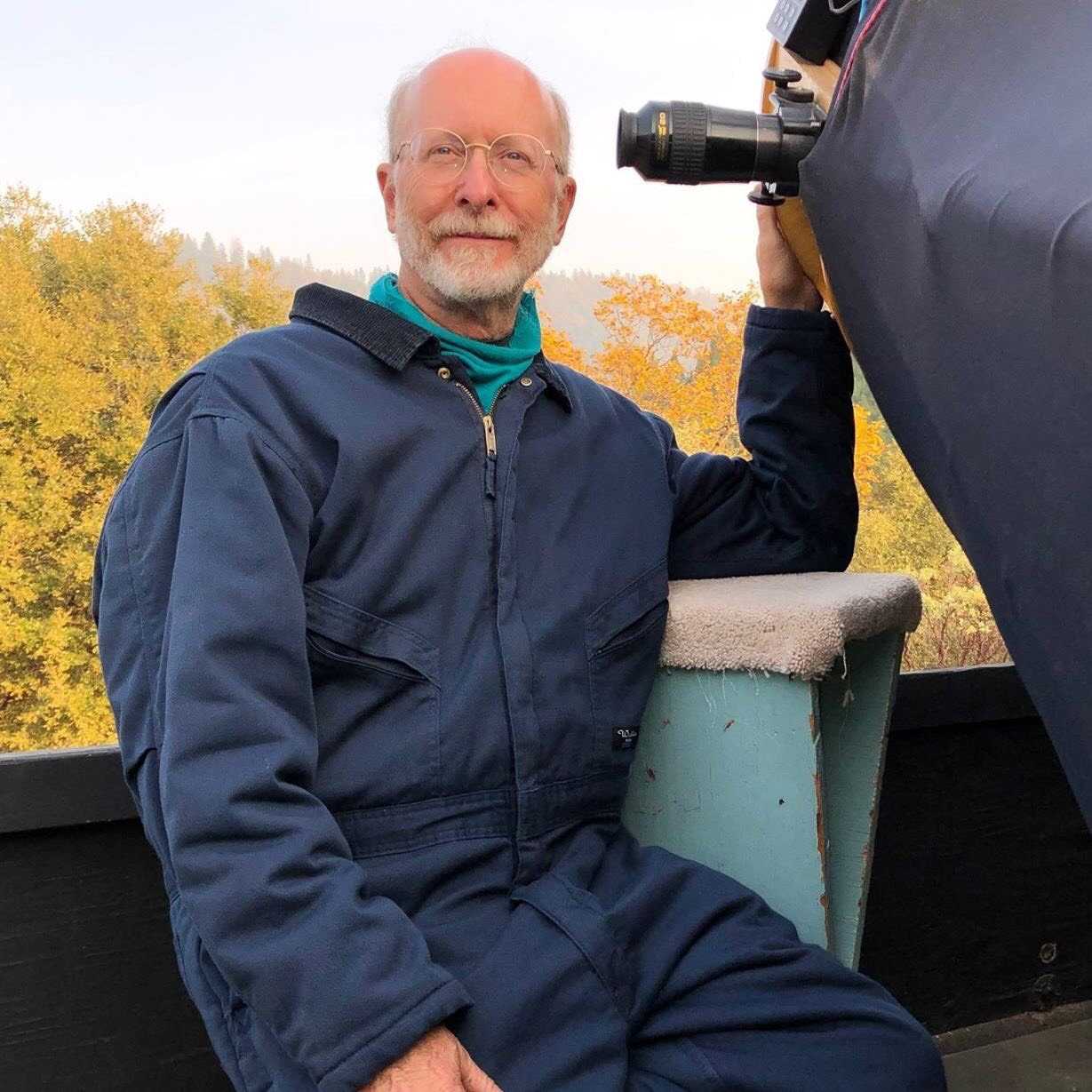
ドナルド・マックホルツ／8月9日没

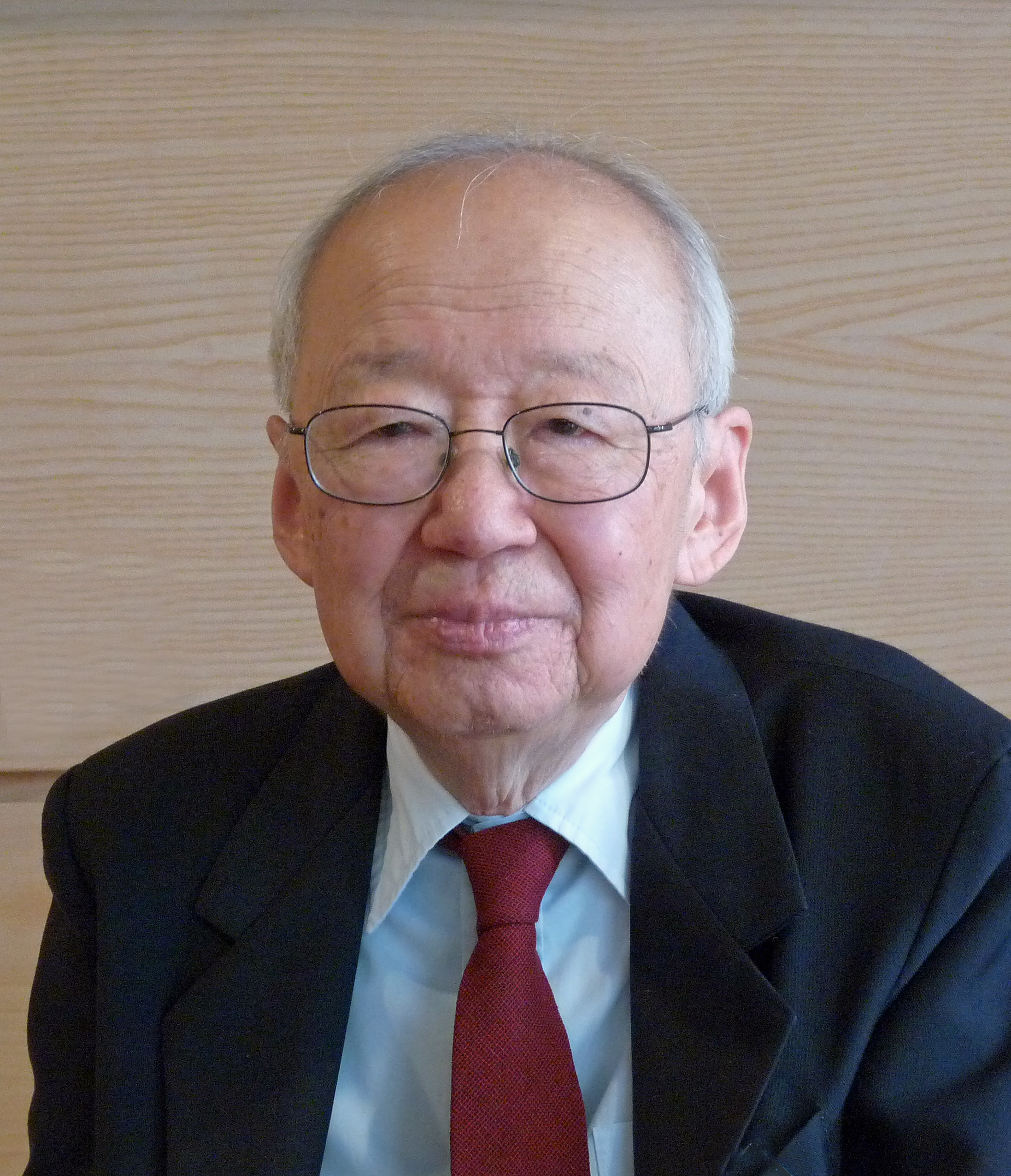
イーフー・トゥアン／8月10日没

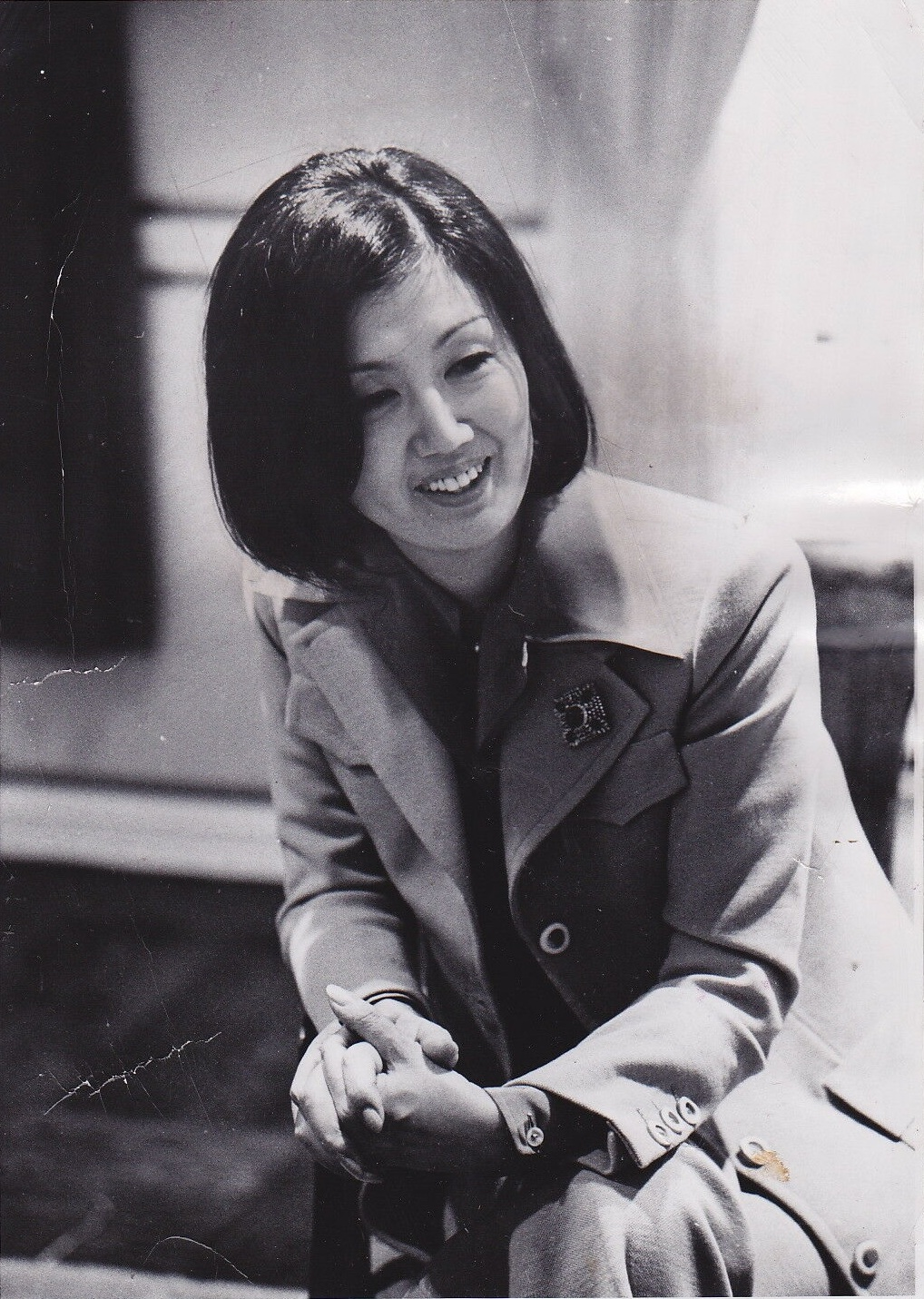
森英恵／8月11日没

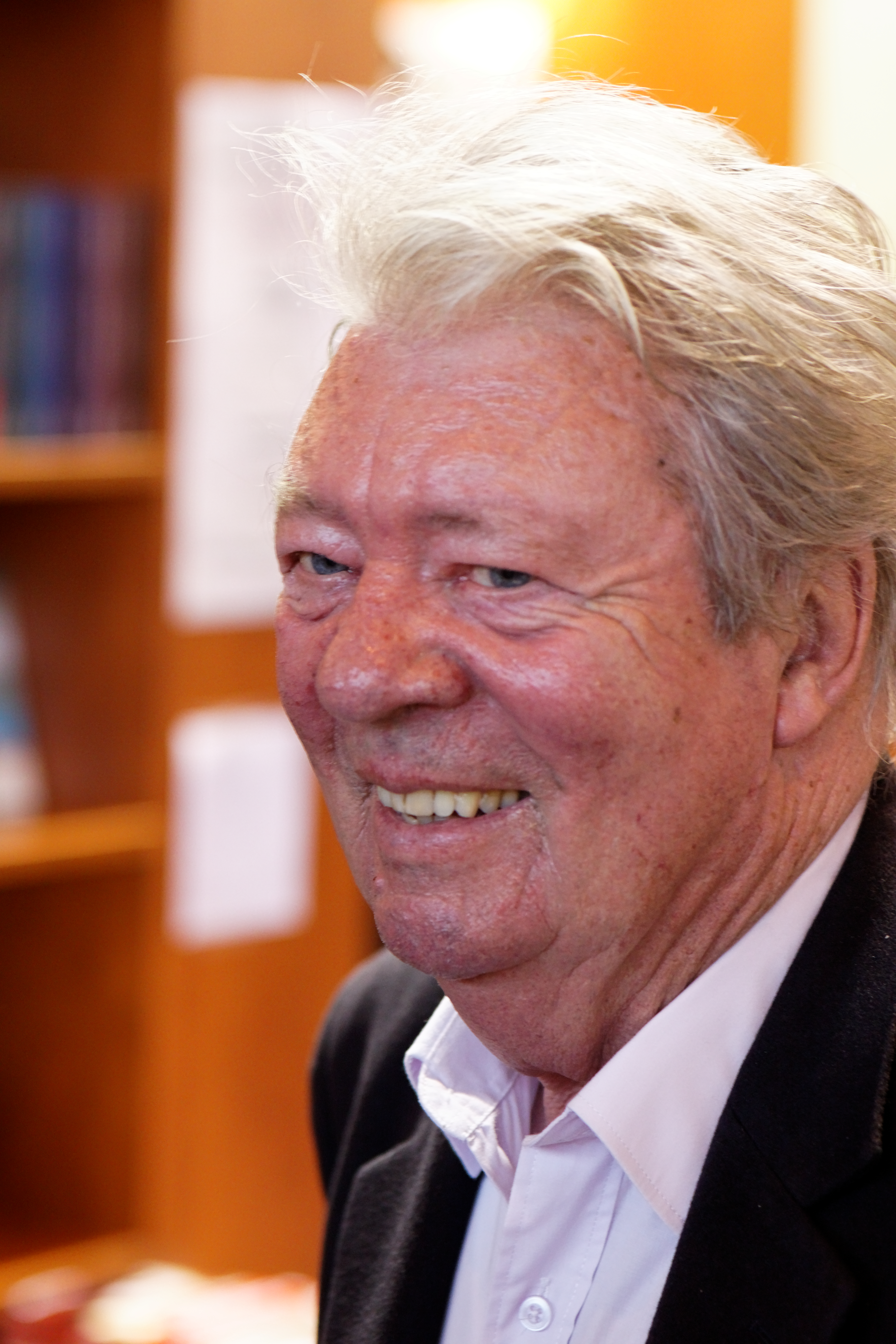
ジャン＝ジャック・サンペ／8月11日没

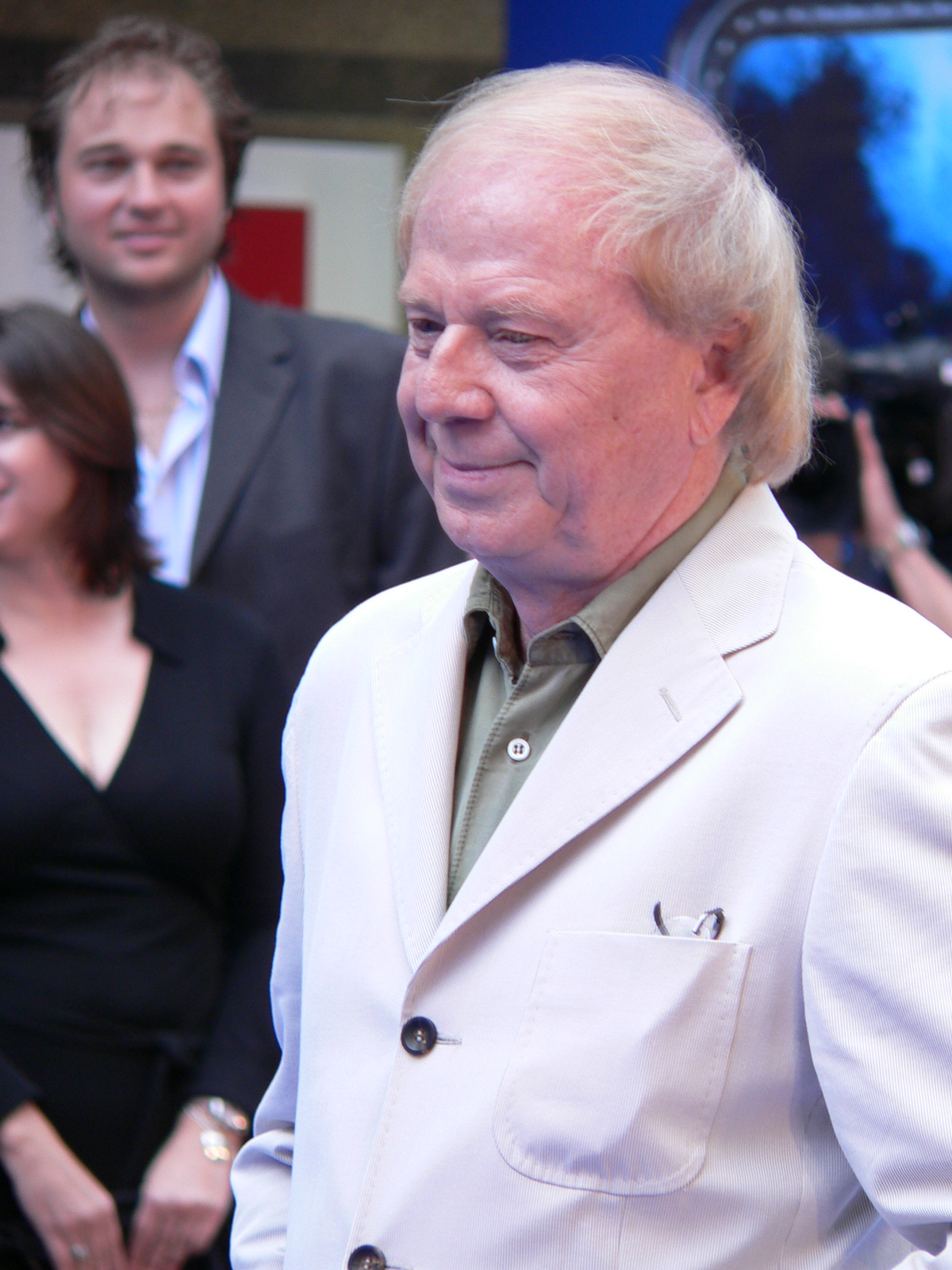
ウォルフガング・ペーターゼン／8月12日没

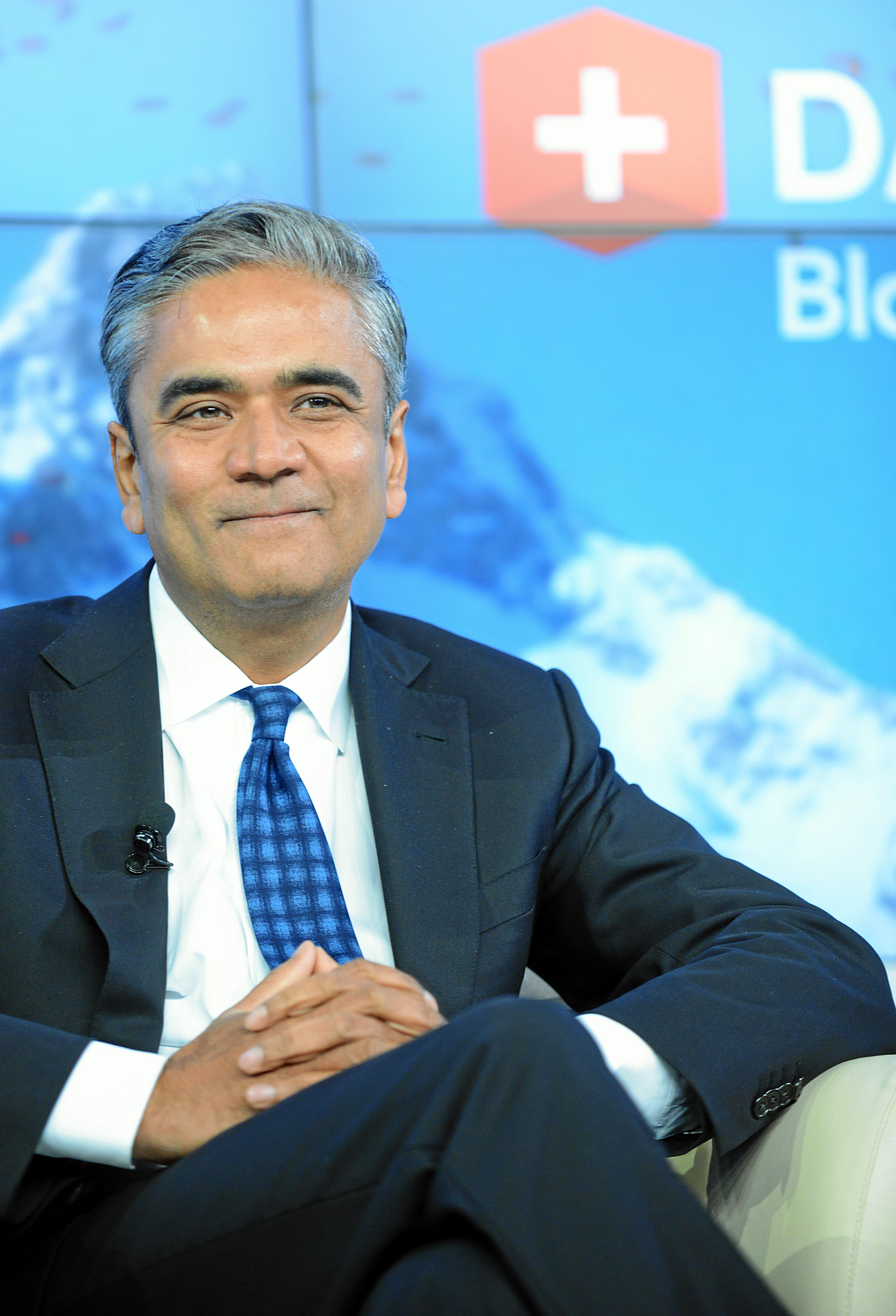
アンシュー・ジェイン／8月12日没

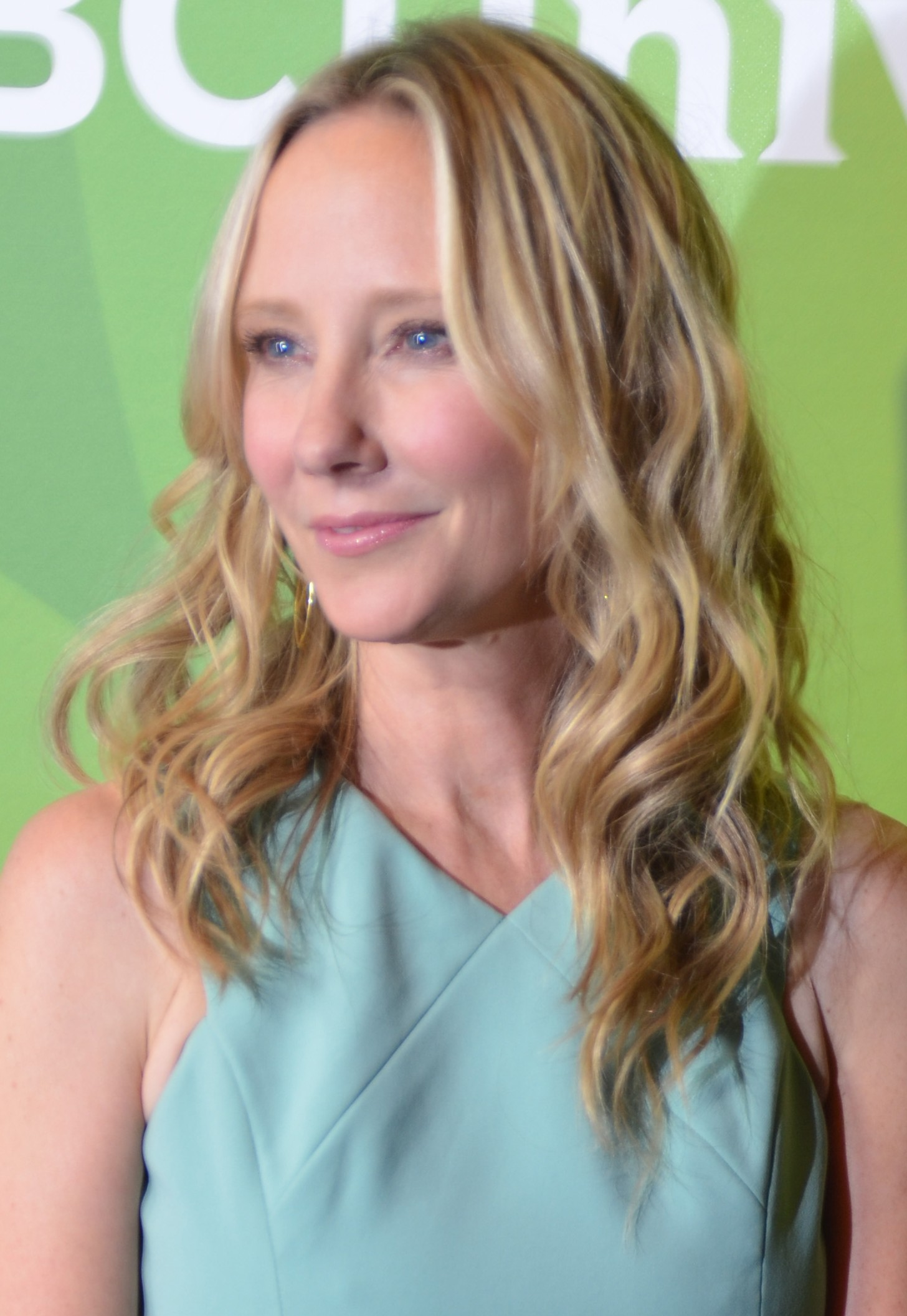
アン・ヘッシュ／8月12日没

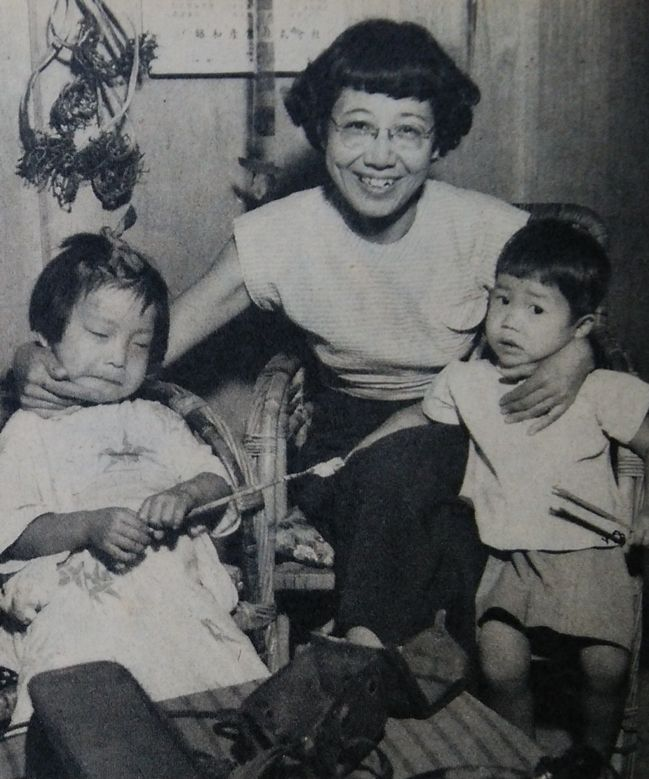
笹本恒子（中央）／8月15日没

- 8月1日 - 市田ひろみ、日本の服飾評論家、随筆家、女優（* 1932年）[1]
- 8月1日 - 大竹宏、日本の声優（* 1932年）[2]
- 8月1日 - 大津学、日本の実業家、元リズム時計工業（現リズム）社長（* 1932年?）[3]
- 8月1日 - 福島章、日本の犯罪心理学者、上智大学名誉教授（* 1936年）[4]
- 8月1日 - ホアン・カトレット、スペインのカトリック教会聖職者、イエズス会司祭、エリザベト音楽大学名誉教授（* 1937年）[5]
- 8月1日 - 宮地正直、日本の実業家、電算システムホールディングス会長（* 1940年）[6]
- 8月1日 - ジョン・ヒューズ（英語版）、スコットランドの元サッカー選手、元同国代表【セルティックFCなどに所属】（* 1943年）[7]
- 8月1日 - ウーゴ・フェルナンデス、ウルグアイの元サッカー選手・指導者、元北海道コンサドーレ札幌監督（* 1945年）[8]
- 8月1日 - ミハイル・ゴロヴァトフ、ロシアの元軍人、チェキスト、第4代アルファ部隊指揮官（* 1949年）[9]
- 8月1日 - イリンカ・ミトレヴァ（英語版）、北マケドニアの政治家、第7代・第9代外務大臣（マケドニア語版）（* 1950年）[10]
- 8月1日 - 川岸令和、日本の法学者、早稲田大学教授（* 1962年）[11]
- 8月2日 - ビン・スカリー、アメリカ合衆国のスポーツキャスター、ロサンゼルス・ドジャース専属実況アナウンサー（* 1927年）[12]
- 8月2日 - フリードリヒ・ヴィルヘルム・フォン・ヘルマン（ドイツ語版）、ドイツの哲学者（* 1934年）[13]
- 8月2日 - 秋月謙吾、日本の政治学者、京都大学教授（* 1962年）[14]
- 8月2日 - 加藤正俊、日本のテレビプロデューサー、日本テレビプロデューサー、元共同テレビプロデューサー（* 1968年）[15]
- 8月3日（訃報発表日） - ロイ・ハケット（英語版）、ジャマイカ出身のイギリスの公民権運動家、ブリストル・バス・ボイコット事件参加者（* 1929年?）[16]
- 8月3日 - 道端進、日本の実業家、京都中央信用金庫元理事長、京都経済同友会元代表幹事（* 1929年、1930年）[17]
- 8月3日 - 普久原朝幸、日本の実業家、普久原楽器創業者（* 1934年、1933年）[18]
- 8月3日 - レイモンド・ダマディアン、アメリカ合衆国の医学者、核磁気共鳴画像法発明者（* 1936年）[19]
- 8月3日 - ング・ブーンビー（英語版）、マレーシアのバドミントン選手、1972年ミュンヘンオリンピック男子ダブルス銀メダリスト（* 1937年）[20]
- 8月3日 - 内山美樹子、日本の浄瑠璃の研究者、文学博士、早稲田大学名誉教授（* 1939年）[21]
- 8月3日 - ニッキー・ムーア（英語版）、イギリスの歌手、元サムソンメンバー（* 1947年）[22]
- 8月3日 - ヴィリアム・ヴェッキ（イタリア語版）、イタリアの元サッカー選手、コーチ【ACミランなどに所属】（* 1948年）[23]
- 8月3日 - ジャッキー・ワロルスキー（英語版）、アメリカ合衆国の政治家、下院議員（* 1963年）[24]
- 8月3日 - アンドレイス・ルビンス、ラトビアのサッカー選手、同国代表（* 1978年）[25]
- 8月4日 - サンティアゴ・グリゾリア（スペイン語版）、スペインの生化学者、貴族、初代グリゾリア侯爵（スペイン語版）（* 1923年）[26]
- 8月4日 - 田中茂利、日本のプラズマ物理学者、京都大学名誉教授（* 1929年）[27]
- 8月4日 - アキン・マボグンジェ、ナイジェリアの地理学者、アフリカ人最初の国際地理学連合会長（* 1931年）[28]
- 8月4日 - アドリアナ・ロエル（スペイン語版）、メキシコの女優（* 1934年）[29]
- 8月4日 - サム・グッデン（英語版）、アメリカ合衆国のソウルシンガー、インプレッションズメンバー（* 1934年）[30]
- 8月4日 - ジョニー・ファメション、フランス出身のオーストラリアのプロボクサー、元WBC世界フェザー級王者（* 1945年）[31]
- 8月4日（遺体発見日） - 新里米吉、日本の政治家、元沖縄県議会議員、前沖縄県議会議長、元社民党沖縄県連執行委員長（* 1946年）[32]
- 8月4日 - 歪・アイリス・聖、日本の歌手、アイドルグループWONDER SNAKEメンバー（* 生年未公表）[33]
- 8月5日 - クルー・ギャラガー、アメリカ合衆国の俳優（* 1928年）[34]
- 8月5日 - ヴィト・アニチアリコ（イタリア語版）、イタリアの俳優（* 1934年）[35]
- 8月5日 - ジョ・ソアレス、ブラジルのコメディアン、俳優、映画監督（* 1938年）[36]
- 8月5日 - 三宅一生、日本のファッションデザイナー（* 1938年）[37]
- 8月5日 - マイケル・ラング（英語版）、アメリカ合衆国のピアニスト、作曲家（* 1941年）[38]
- 8月5日 - ジャン＝ジャック・カシマン（英語版）、ベルギーの遺伝学者（* 1943年）[39]
- 8月5日 - ジュディス・ダーラム（英語版）、オーストラリアの歌手、ザ・シーカーズメンバー（* 1943年）[40]
- 8月5日 - チェリー・ヒル（英語版）、フィリピンの女優（* 1963年）[41]
- 8月5日 - タイシール・ジャバリ（英語版）、パレスチナのイスラム主義民兵組織指導者、イスラーム聖戦司令官（* 1972年）[42]
- 8月5日 - SHAL、日本の歌手、THE UNCROWNEDメンバー（* 生年未公表）[43]
- 8月6日 - カルロ・ボノーミ、イタリアの男性声優（* 1937年）[44]
- 8月6日 - 青木新門、日本の作家（* 1937年）[45]
- 8月6日 - 欧陽力行、台湾の元軍人、陸軍退役少将、国家中山科学研究院副院長（* 1965年）[46]
- 8月7日 - アナトリー・フィリプチェンコ、ロシアの宇宙飛行士（* 1928年）[47]
- 8月7日 - 成田十次郎、日本の元サッカー選手・指導者、元読売サッカークラブ（東京ヴェルディの前身）監督（* 1933年）[48]
- 8月7日 - デヴィッド・マカルー、アメリカ合衆国の歴史家、作家、ピューリッツァー賞受賞者（* 1933年）[49]
- 8月7日 - ロジャー・E・モーズリー、アメリカ合衆国の俳優（* 1938年）[50]
- 8月7日 - エルネスト・カブール、ボリビアのチャランゴ奏者、元ロス・ハイラスメンバー（* 1940年）[51]
- 8月7日 - エゼキエル・アレブア（英語版）、ソロモン諸島の政治家、第3代首相（* 1947年）[52]
- 8月7日 - 鵜島仁文、日本のシンガーソングライター、音楽プロデューサー（* 1966年）[53]
- 8月7日 - ビイ・バンデレ（英語版）、ナイジェリアの小説家、脚本家、映画監督（* 1967年）[54]
- 8月7日 - レアンドロ・ロ、ブラジルの柔術家（* 1989年）[55]
- 8月7日 - オマル・ハリド・ホラサニ（英語版）、パキスタンのイスラム主義民兵組織指導者、パキスタン・ターリバーン運動創設メンバー、ジャマト・ウル・アハラル（英語版）リーダー（* 生年不明）[56]
- 8月7日 - ミョー・タント・ペ、ミャンマーの外交官、在中国大使（* 生年不明）[57]
- 8月8日 - ゾフィア・ポスミシュ（英語版）、ポーランドのジャーナリスト、作家（* 1923年）[58]
- 8月8日 - ジョセフ・トムコ（英語版）、スロバキアのカトリック教会聖職者、枢機卿、元国際聖体大会委員会（英語版）議長・福音宣教省長官（* 1924年）[59]
- 8月8日 - 敷山哲洋、日本の実業家、NIPPURA創業者（* 1933年）[60]
- 8月8日 - 神野耕太郎、日本の医学者・生理学者、東京医科歯科大学名誉教授（* 1934年）[61]
- 8月8日 - 中井久夫、日本の医学者、精神科医、神戸大学名誉教授（* 1934年）[62]
- 8月8日 - キム・ソンウォン、韓国の俳優、声優（* 1937年）[63]
- 8月8日 - ラモント・ドジャー（英語版）、アメリカ合衆国のシンガーソングライター、音楽プロデューサー（* 1941年）[64]
- 8月8日 - オリビア・ニュートン＝ジョン、イギリスの歌手、実業家（* 1948年）[65]
- 8月8日 - ダリル・ハント（英語版）、イギリスのベーシスト、元ザ・ポーグスメンバー（* 1950年）[66]
- 8月8日（訃報発表日） - ロッキー・ジョーンズ、アメリカ合衆国の元プロレスラー（* 1954年）[67]
- 8月9日 - エルナ・ザーン、アメリカ合衆国のスーパーセンテナリアン（* 1908年）[68]
- 8月9日 - ニコライ・スリュニコフ、ソビエト連邦の政治家、白ロシア・ソビエト社会主義共和国（白ロシア共和国）共産党第一書記、ソ連共産党政治局員候補、書記（* 1929年）[69]
- 8月9日 - イヴァン・ジン・ラベール、アメリカ合衆国の武術家、スタントマン、俳優、元プロレスラー（* 1932年）[70]
- 8月9日 - 島村晶子、日本の女優（* 1933年）[71]
- 8月9日 - レイモンド・ブリッグズ、イギリスのイラストレーター、漫画家、作家（* 1934年）[72]
- 8月9日 - ニコラス・エヴァンズ、イギリスのジャーナリスト、脚本家、作家（* 1950年）[73]
- 8月9日 - ドナルド・マックホルツ、アメリカ合衆国の天文学者（* 1952年）[74]
- 8月9日 - 柳田泰己 - 日本の競馬騎手【ニュージーランドを拠点】（* 1993年）[75]
- 8月10日 - イーフー・トゥアン、中華民国出身のアメリカ合衆国の地理学者（* 1930年）[76]
- 8月10日 - 二木英徳、日本の実業家、元ジャスコ（現イオン）社長、元日本体操協会会長（* 1936年）[77]
- 8月10日 - ヴェサ＝マッティ・ロイリ（英語版）、フィンランドの俳優、ミュージシャン、コメディアン（* 1945年）[78]
- 8月10日 - アブドゥル・ワドゥド（英語版）、アメリカ合衆国のチェロ奏者（* 1947年）[79]
- 8月10日 - 若林清造、日本の実業家、元時事通信社社長（* 1947年?）[80]
- 8月10日 - フェルナンド・シャラーナ（英語版）、ポルトガルの元サッカー選手・指導者、元同国代表（* 1959年）[81]
- 8月10日 - リディア・デ・ヴェガ（英語版）、フィリピンの元短距離走選手、1982年アジア競技大会金メダリスト、1986年アジア競技大会金・銀メダリスト（* 1964年）[82]
- 8月11日 - ビル・ピットマン（英語版）、アメリカ合衆国のギタリスト、スタジオ・ミュージシャン、レッキング・クルー（英語版）メンバー（* 1920年）[83]
- 8月11日 - 森英恵、日本のファッションデザイナー（* 1926年）[84]
- 8月11日 - ジャン＝ジャック・サンペ、フランスの漫画家（* 1932年）[85]
- 8月11日 - 田中浩二、日本の実業家、元JR九州社長・会長（* 1938年）[86]
- 8月11日（訃報発表日） - 鈴木棟一、日本の政治評論家（* 1939年）[87]
- 8月11日 - マヌエル・オヘイダ（英語版）、メキシコの俳優（* 1940年）[88]
- 8月11日 - トート・ヨージェフ、ハンガリーの元サッカー選手・指導者、元同国代表（* 1951年）[89]
- 8月11日 - マイケル・バドナリク（英語版）、アメリカの政治活動家、元リバタリアン党大統領候補（* 1954年）[90]
- 8月11日 - ダリウス・キャンベル・ダネッシュ（英語版）、スコットランドの歌手、俳優（* 1980年）[91]
- 8月11日 - ラヒムラ・ハッカーニ（英語版）、アフガニスタンのイスラム教聖職者（* 生年不明）[92]
- 8月12日 - マティーウッラー・カーン（英語版）、パキスタンの元フィールドホッケー選手、1960年ローマオリンピック金メダリスト（* 1938年）[93]
- 8月12日 - 高野英一、日本の実業家、タカノフーズ会長（* 1940年?）[94]
- 8月12日 - ウォルフガング・ペーターゼン、ドイツの映画監督（* 1941年）[95]
- 8月12日 - アンシュー・ジェイン、ドイツの実業家、ドイツ銀行前共同最高経営責任者(CO-CEO)（* 1963年）[96]
- 8月12日 - アン・ヘッシュ、アメリカの女優（* 1969年）[97]
- 8月13日 - 川井戒本、日本の律宗僧侶、元唐招提寺長老、律宗管長（* 1922年）[98]
- 8月13日 - 松崎忠男、日本の市民運動家、チッソ水俣病患者連盟委員長（* 1930年）[99]
- 8月13日 - 近藤誠、日本の医師（* 1948年）[100]
- 8月13日 - デニース・ダウス（英語版）、アメリカ合衆国の女優（* 1958年）[101]
- 8月13日 - 篠田太郎、日本の現代美術家（* 1964年）[102]
- 8月14日 - 林保夫、日本の政治家、元衆議院議員【民社党所属】（* 1928年）[103]
- 8月14日 - 牧野圭一、日本の漫画家、京都精華大学名誉教授（* 1937年）[104]
- 8月14日 - 中島順三、日本のアニメプロデューサー（* 1937年）[105]
- 8月14日 - ヨシウォ・ジョージ（英語版）、ミクロネシア連邦の政治家、副大統領（* 1941年）[106]
- 8月14日 - ブッチ・トンプソン（英語版）、アメリカ合衆国のジャズピアニスト、クラリネット奏者（* 1943年）[107]
- 8月14日 - バルタシュ・トゥルスムバエフ、カザフスタンの政治家、元副首相・農業相・安全保障会議書記（* 1946年）[108]
- 8月14日 - 安藤磨紀、日本の篆刻家、書家（* 1952年?）[109]
- 8月14日 - ラケシュ・ジュンジュンワラ（英語版）、インドの投資家、実業家（* 1960年）[110]
- 8月14日- ドミトリー・ヴルーベリ（英語版）、ロシアの画家（* 1960年）[111]
- 8月15日 - 笹本恒子、日本の写真家（* 1914年）[112]
- 8月15日 - フレデリック・ブフナー（英語版）、アメリカ合衆国の小説家、神学者（* 1926年）[113]
- 8月15日 - 平松一朗、日本の実業家、元京浜急行電鉄社長（* 1926年）[114]
- 8月15日 - 鈴木礼治、日本の政治家、自治官僚、元愛知県知事（* 1928年）[115]
- 8月15日 - マイク・バローズ（英語版）、イギリスの自転車デザイナー（* 1943年）[116]
- 8月15日 - スティーヴ・グリメット（英語版）、イングランドのロックシンガー、ロックバンド「グリム・リーパー」・「ライオンズハート」メンバー（* 1959年）[117]
- 8月15日 - 後藤聖弥、日本のサッカーチーム ジェフユナイテッド市原・千葉チームスタッフ、元ジュビロ磐田チームスタッフ（* 1989年）[118]

## 16日 - 31日

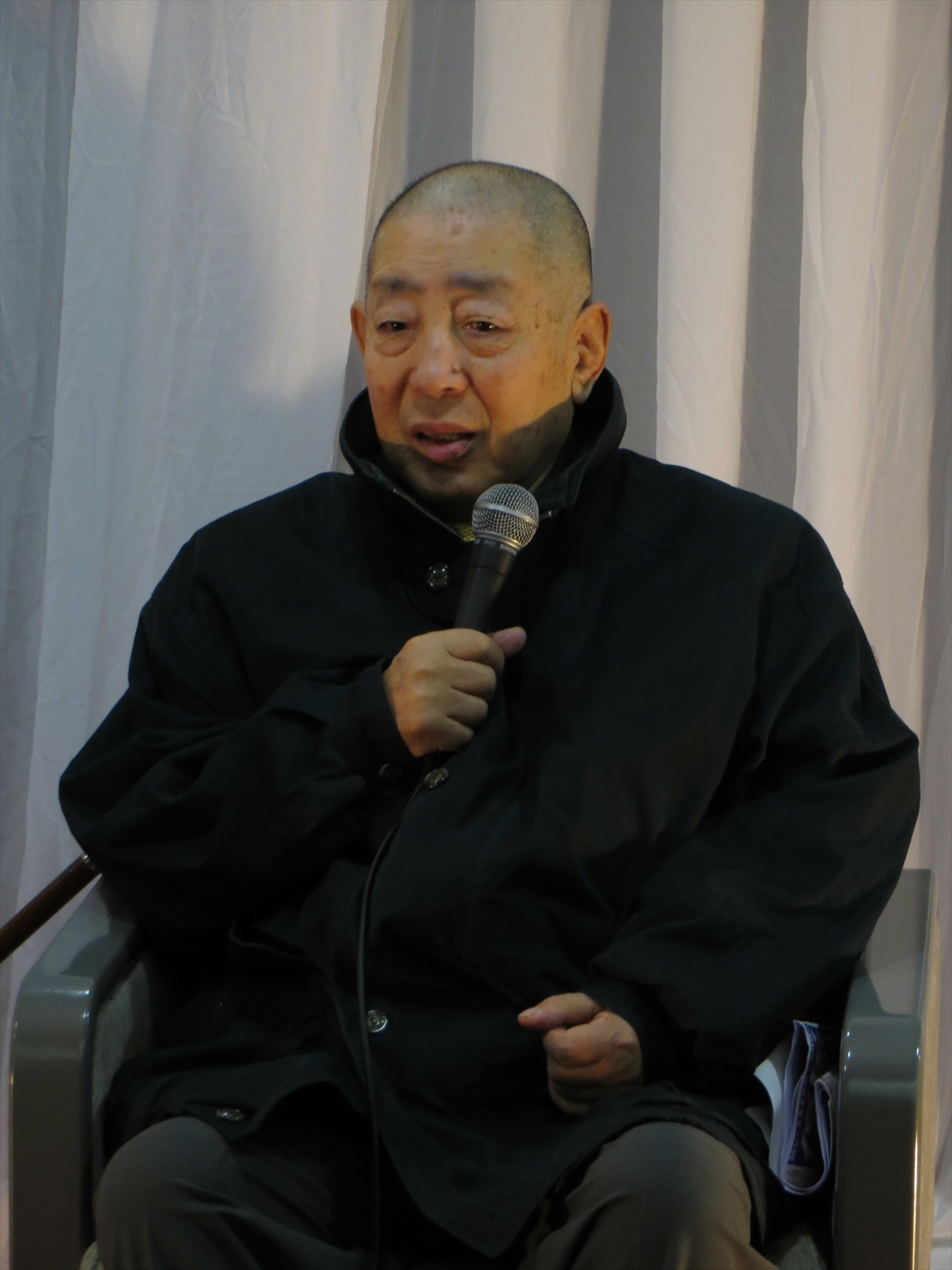
伊藤雄二／8月17日没

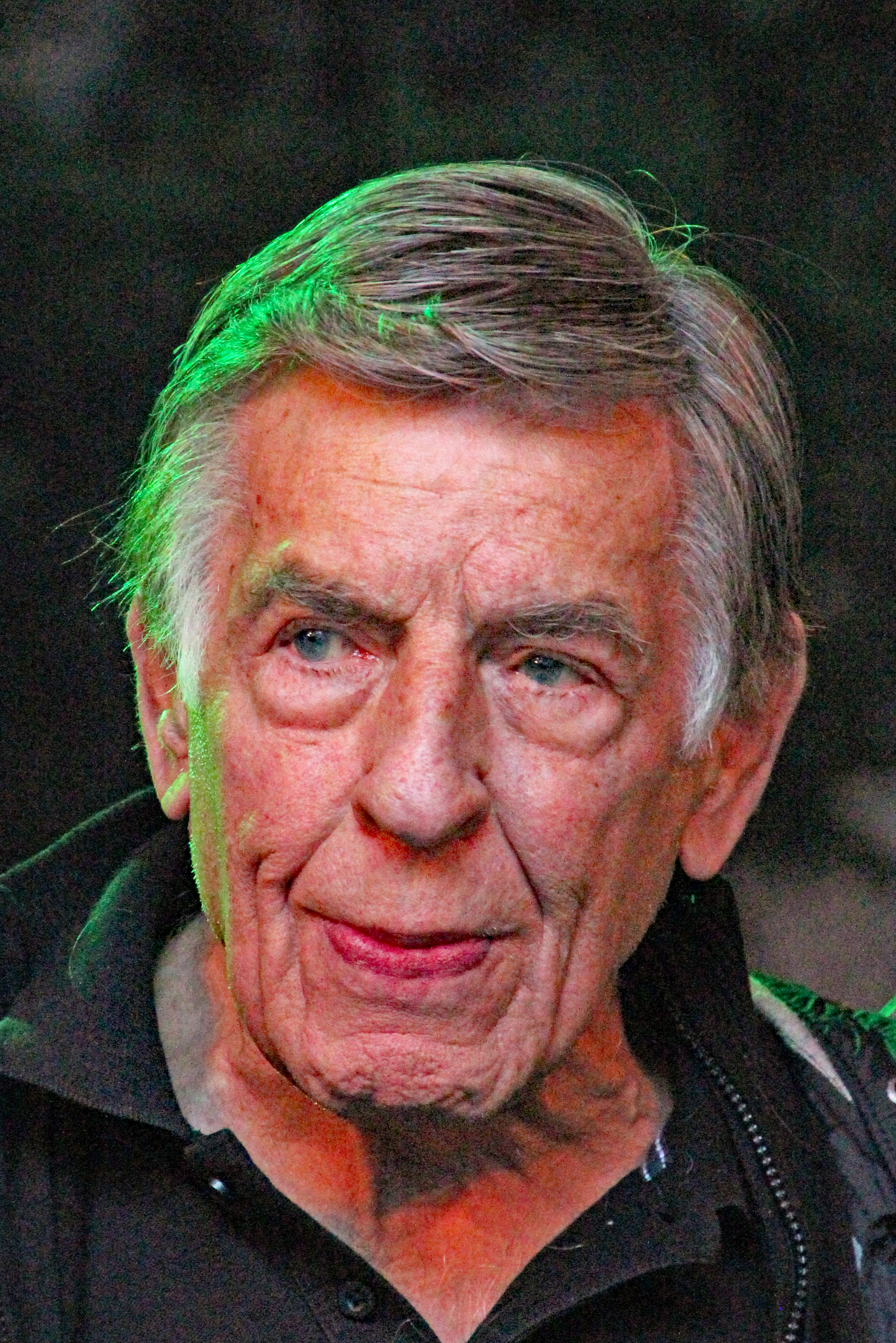
ロルフ・キューン／8月18日没

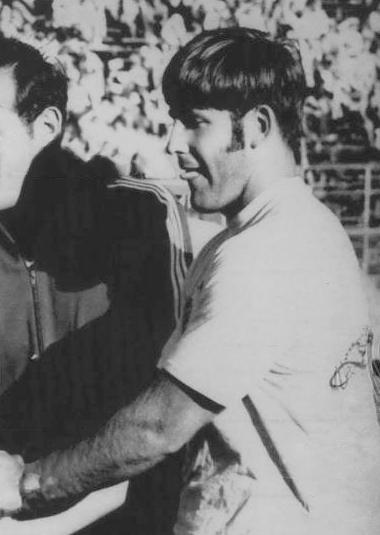
ジョン・パウエル／8月18日没

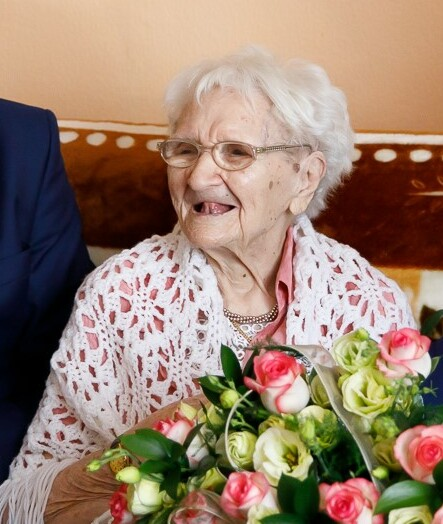
テクラ・ユニェヴィチ／8月19日没

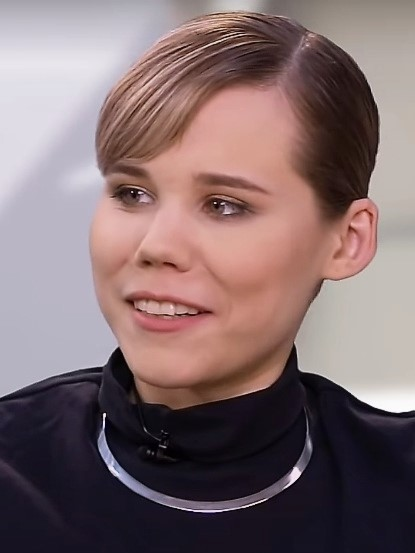
ダリア・ドゥギナ／8月20日没

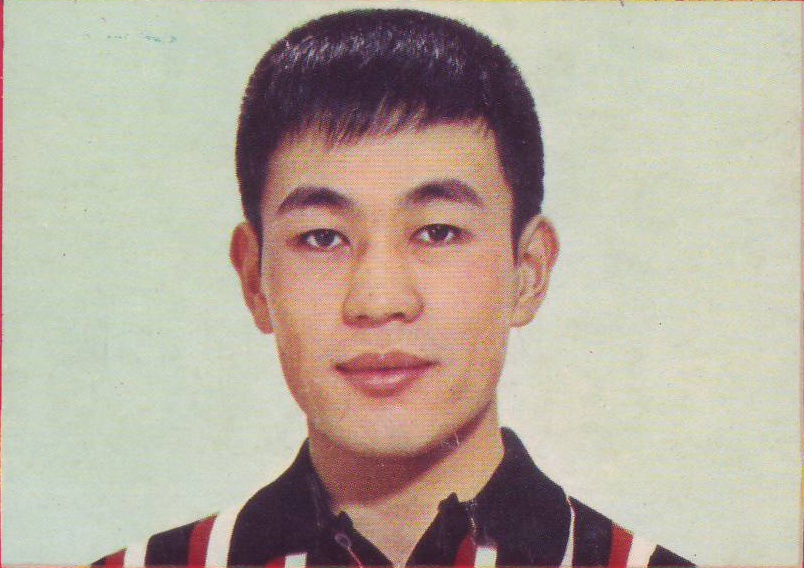
新川二朗／8月21日没

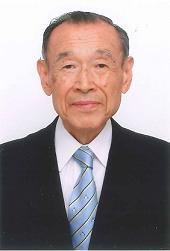
金子宏／8月23日没

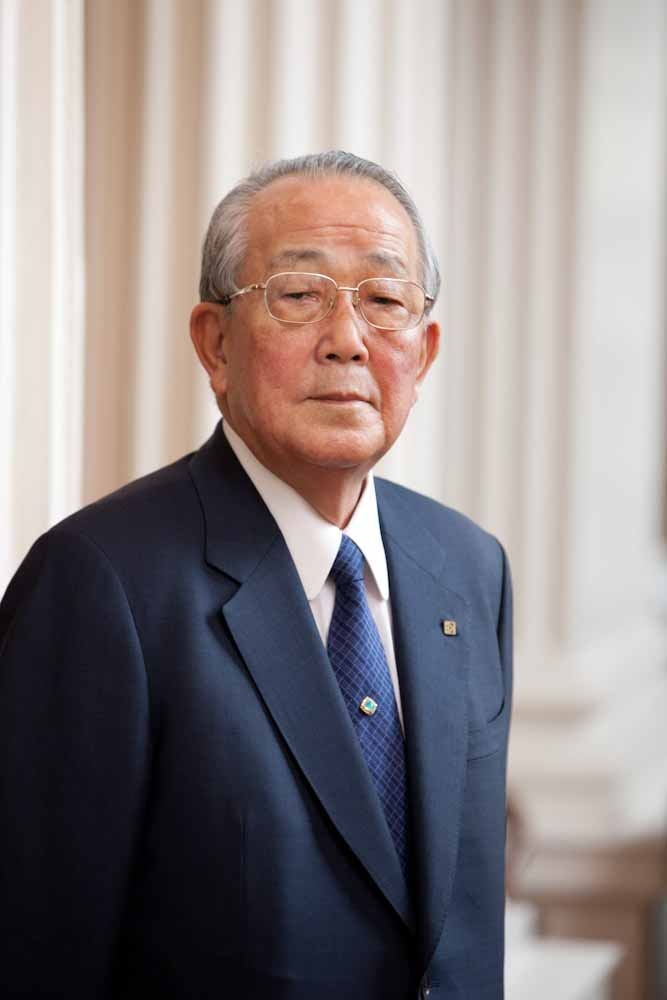
稲盛和夫／8月24日没

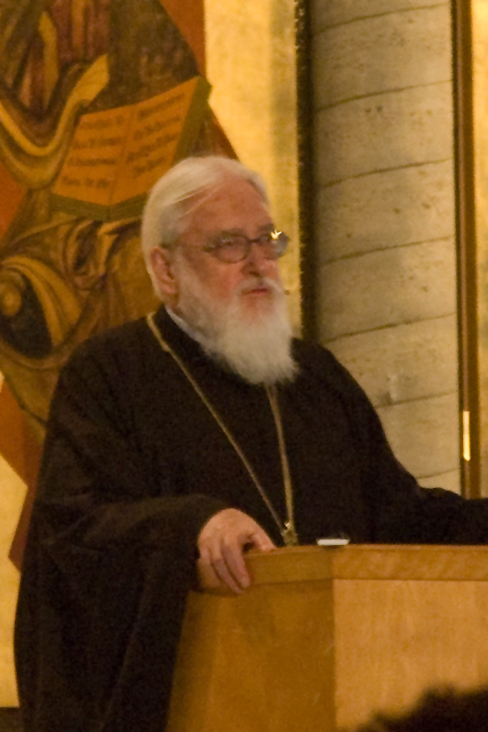
カリストス／8月24日没

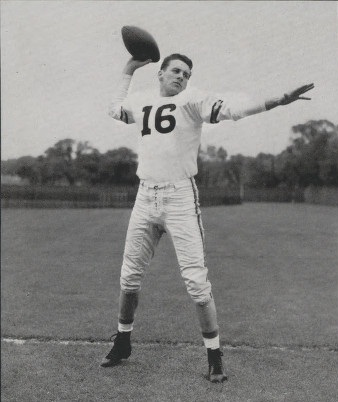
レン・ドーソン／8月24日没

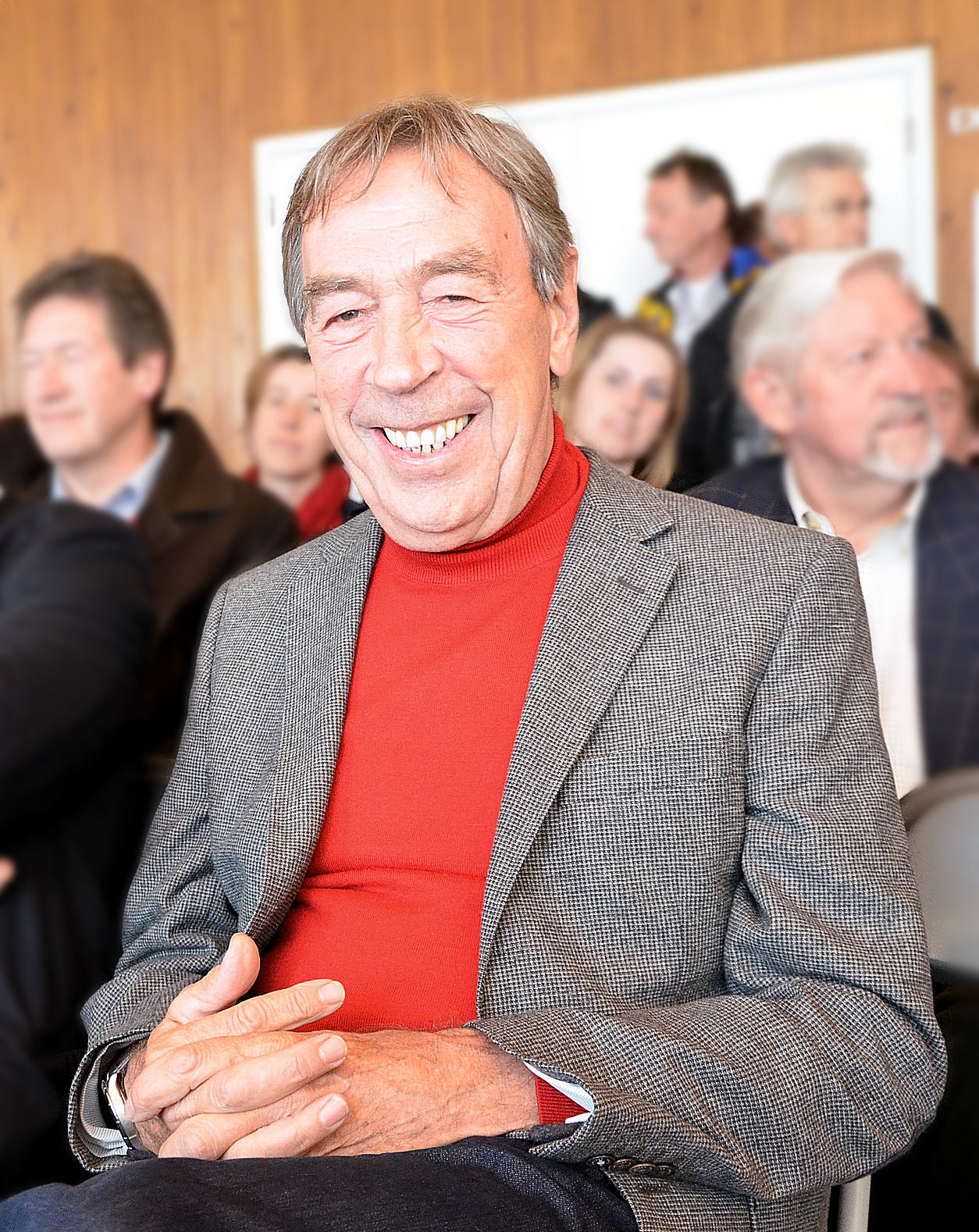
ヘルマン・ファンスプリンヘル／8月25日没

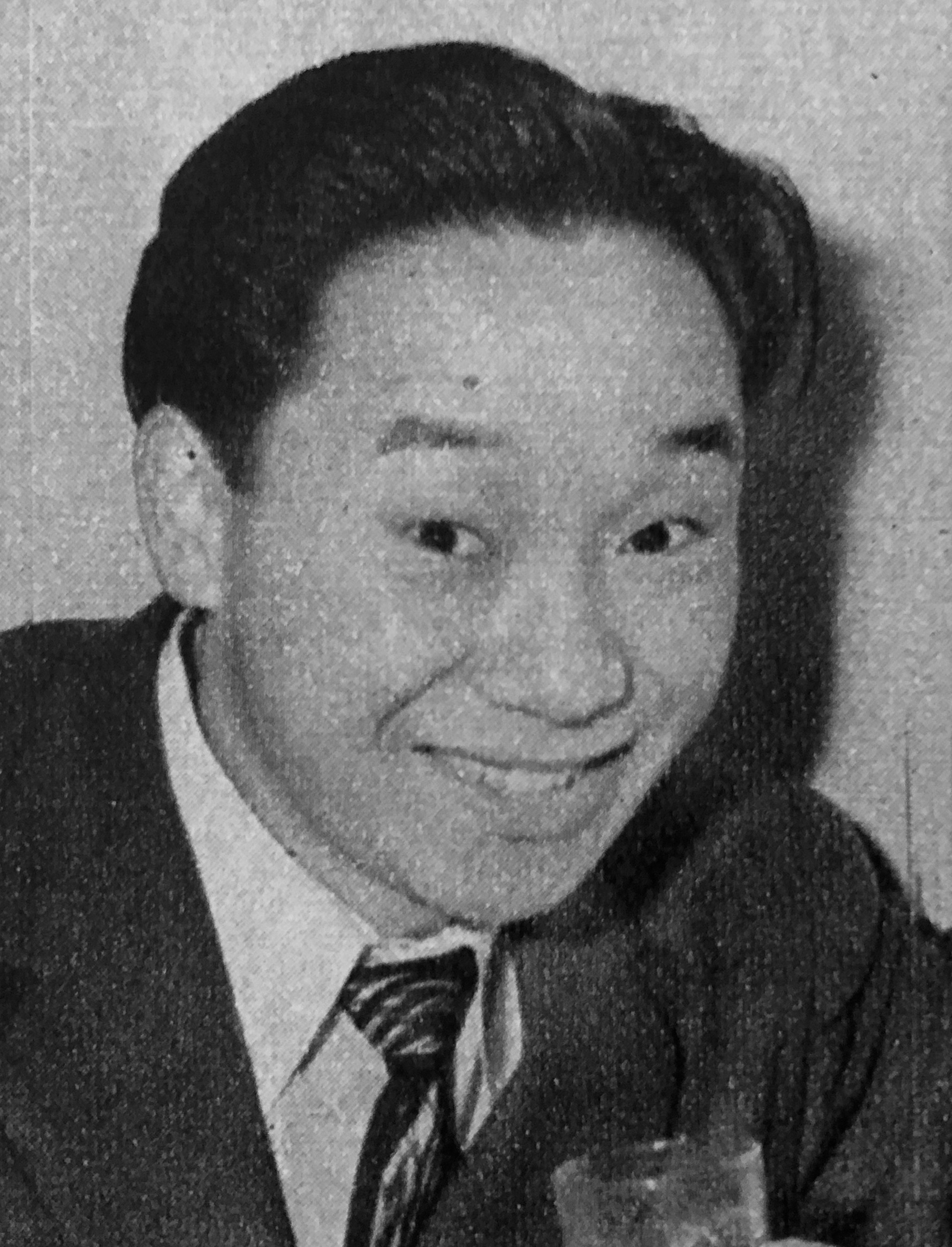
二代目三遊亭金翁／8月27日没

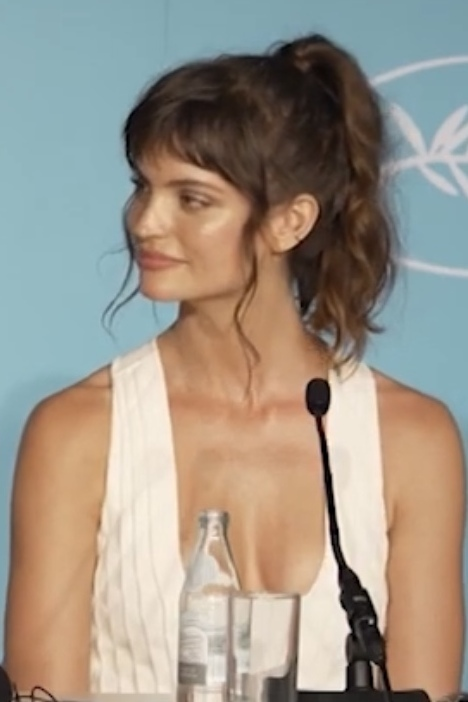
チャールビ・ディーン／8月29日没

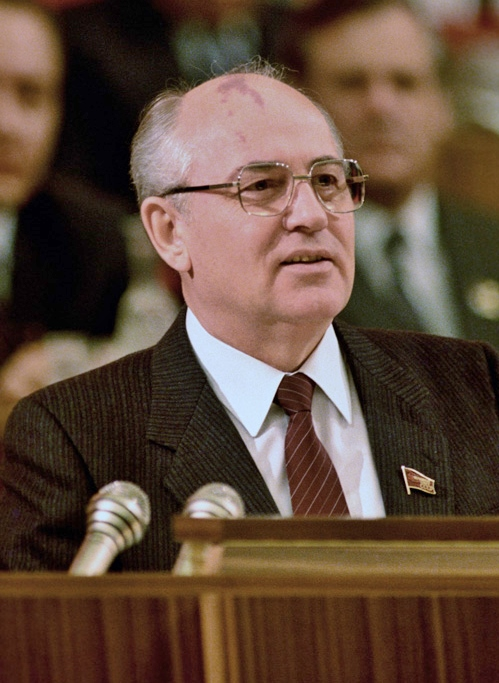
ミハイル・ゴルバチョフ／8月30日没

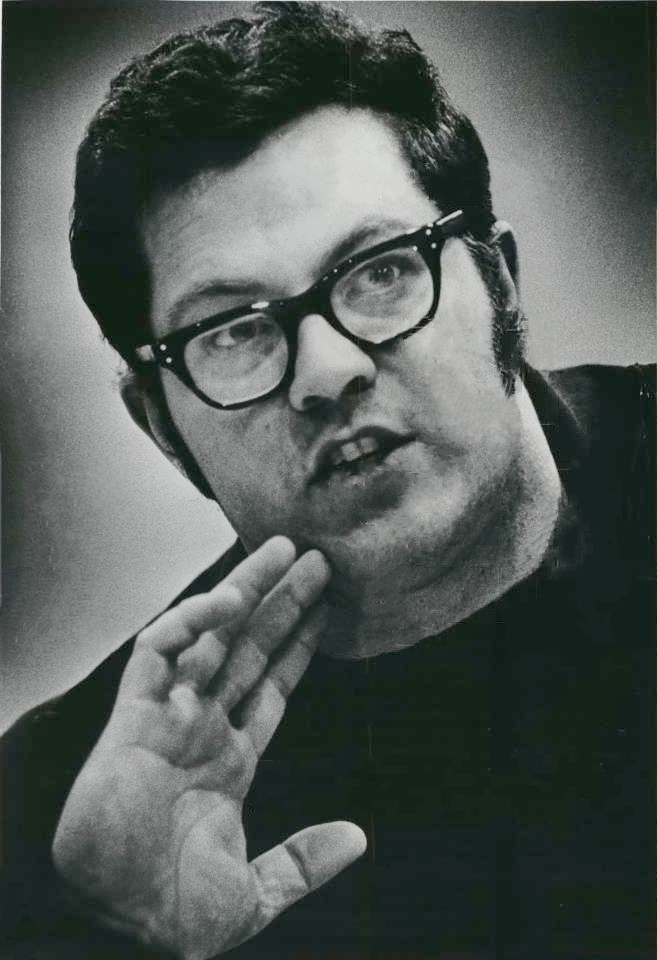
ジョージ・ウッズ／8月30日没

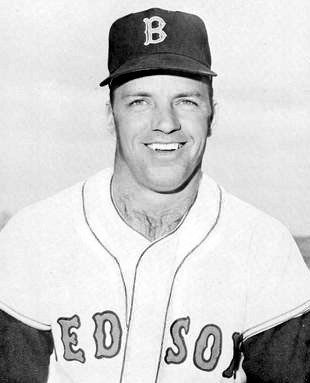
リー・トーマス／8月31日没

- 8月16日 - ハンス・ピーターソン（英語版） - スウェーデンの児童文学作家（* 1922年）[119]
- 8月16日 - ピーター・デイヴィソン、イギリスの英文学者、デ・モントフォート大学の研究教授、レクサム・グリンドゥール大学英語学名誉教授（* 1926年）[120]
- 8月16日 - 桂直久、日本のオペラ演出家、大阪音楽大学名誉教授（* 1928年）[121]
- 8月16日 - 安水稔和、日本の詩人（* 1931年）[122]
- 8月16日 - エヴァ・マリア・ハーゲン（ドイツ語版）、ドイツの女優、歌手（* 1934年）[123]
- 8月16日 - 後藤舜吉、日本の実業家、元チッソ社長・JNC会長（* 1934年）[124]
- 8月16日 - カル・デヴィッド（英語版）、アメリカ合衆国のブルースギタリスト、歌手（* 1943年）[125]
- 8月16日 - ジョゼフ・ディレイニー（英語版）、イギリスのファンタジー作家（* 1945年）[126]
- 8月17日 - 清川元夢、日本の俳優、声優（* 1935年）[127][128]
- 8月17日 - 伊藤雄二、日本の元競馬騎手・調教師【元日本中央競馬会所属】（* 1937年）[129]
- 8月17日 - 加藤繁秋、日本の政治家、元衆議院議員【日本社会党所属】（* 1947年）[130]
- 8月17日 - ニコロ・ゲディーニ（イタリア語版）、イタリアの弁護士、政治家、シルヴィオ・ベルルスコーニ顧問弁護士（* 1959年）[131]
- 8月17日 - アイ・チェン（中国語版）、マレーシアのタレント、歌手、俳優（* 1982年）[132]
- 8月17日 - メディ・ムジャヒド（英語版）、アフガニスタンのウォーロード、民族レジスタンス戦線メンバー（* 1988年）[133]
- 8月18日 - ヴァージニア・パットン（英語版）、アメリカ合衆国の女優、実業家（* 1925年）[134]
- 8月18日 - ロルフ・キューン、ドイツのジャズ・クラリネット奏者、作曲家（* 1929年）[135]
- 8月18日 - ソムバット・メタニー（英語版）、タイの俳優、映画監督（* 1937年）[136]
- 8月18日 - ハドラウィ（英語版）、ソマリアの詩人、哲学者、ソングライター（* 1943年）[137]
- 8月18日 - ハーバート・マリン、アメリカ合衆国のシリアルキラー（* 1947年）[138]
- 8月18日 - ジョン・パウエル、アメリカ合衆国の元陸上競技選手、1976年モントリオール・1984年ロサンゼルスオリンピック円盤投銅メダリスト（* 1947年）[139]
- 8月18日 - イ・ビョンチョル（朝鮮語版）、韓国の俳優（* 1949年）[140]
- 8月18日 - 大久保浩、公益社団法人日本漢字能力検定協会元副理事長（* 1964年?）[141]
- 8月19日 - テクラ・ユニェヴィチ、ポーランドのスーパーセンテナリアン、1906年生まれ世界最後の生き残り（* 1906年）[142]
- 8月19日 - 友岡子郷、日本の俳人（* 1934年）[143]
- 8月19日 - ウォーレン・バーンハート、アメリカ合衆国のピアニスト（* 1938年）[144]
- 8月19日 - ジョン・ウォッケンファス（英語版）、アメリカ合衆国の元MLB選手【デトロイト・タイガースなどに所属】（* 1949年）[145]
- 8月19日 - 潮見佳男、日本の法学者、京都大学教授（* 1959年）[146]
- 8月20日 - ホルヘ・ミルチベルグ（フランス語版）、アルゼンチンの作曲家、ミュージシャン（* 1928年）[147]
- 8月20日 - フランツ・フンメル（英語版）、ドイツの作曲家、ピアニスト（* 1939年）[148]
- 8月20日 - しのだひでお、日本の漫画家（* 1939年）[149]
- 8月20日 - トム・ワイスコフ（英語版）、アメリカ合衆国の元プロゴルファー、1973年全英オープン優勝者（* 1942年）[150]
- 8月20日 - レオン・ヴィタリ（英語版）、イギリスの俳優（* 1948年）[151]
- 8月20日 - 小林政広、日本の映画監督、脚本家、フォーク歌手（* 1954年）[152]
- 8月20日 - ダリア・ドゥギナ、ロシアのジャーナリスト、政治活動家、アレクサンドル・ドゥーギンの娘（* 1992年）[153]
- 8月21日 - 領木新一郎、日本の実業家、元大阪ガス会長・社長、元大阪工業会（現・大阪商工会議所）会長（* 1930年）[154]
- 8月21日 - 新川二朗、日本の演歌歌手（* 1939年）[155]
- 8月21日 - ヴィンセント・ギル（英語版）、オーストラリアの俳優（* 1939年）[156]
- 8月21日 - アレクセイ・パンシン、アメリカ合衆国のSF作家、評論家（* 1940年）[157]
- 8月21日 - 風間建治、日本の実業家、元テレビ朝日専務・BS朝日社長（* 1947年）[158]
- 8月21日 - 中埜和英、日本の実業家、Mizkan Holdings会長（* 1950年）[159]
- 8月21日 - モネット・サドラー（英語版）、アメリカ合衆国のジャズギタリスト（* 1952年）[160]
- 8月21日 - 森本康敬、日本の外交官、元釜山総領事・ソロモン諸島駐箚特命全権大使（* 1956年）[161]
- 8月21日 - スチュアート・アンスティス、イギリスのロックギタリスト、元クレイドル・オブ・フィルスメンバー（* 1974年）[162]
- 8月22日 - 川添利幸、日本の法学者、中央大学名誉教授（* 1925年）[163]
- 8月22日 - 武本秀治、日本の実業家、元キヤノン販売（現キヤノンマーケティングジャパン）社長（* 1935年?）[164]
- 8月22日 - ジェリー・アリソン（英語版）、アメリカ合衆国のドラマー、ソングライター、ザ・クリケッツ（英語版）メンバー（* 1939年）[165]
- 8月22日 - デイヴィッド・ダグラス＝ヒューム（英語版）、スコットランド貴族第15代ヒューム伯爵（* 1943年）[166]
- 8月22日 - 久野綾希子、日本のミュージカル女優（* 1950年）[167]
- 8月22日 - 利光克仁、日本の実業家、名古屋空港ビルディング社長（* 1957年）[168]
- 8月22日 - ジェイミー・ブランチ（英語版）アメリカ合衆国のジャズトランペット奏者、作曲家（* 1983年）[169]
- 8月23日 - 星野冨美、日本のスーパーセンテナリアン、東京都最高齢者（* 1908年）[170]
- 8月23日 - クリード・テイラー、アメリカ合衆国のジャズトランペット奏者、音楽プロデューサー、インパルス!レコード・CTIレコード創業者（* 1929年）[171]
- 8月23日 - 金子宏、日本の法学者、東京大学名誉教授（* 1930年）[172]
- 8月23日 - ジェラルド・ポタートン（英語版）、イギリス出身のカナダのアニメーター、映画監督（* 1931年）[173]
- 8月23日 - 古川宏、日本の実業家、元日本写真印刷（現NISSHA）社長（* 1931年?）[174]
- 8月23日 - ジュリアン・ロバートソン（英語版）、アメリカ合衆国のヘッジファンドマネージャー、起業家（* 1932年）[175]
- 8月23日 - レフ・ピタエフスキー、ロシアの理論物理学者（* 1933年）[176]
- 8月23日 - 小岸昭、日本のドイツ文学者、京都大学名誉教授（* 1937年）[177]
- 8月23日 - 古谷一行、日本の俳優、歌手（* 1944年）[178]
- 8月23日（遺体発見日） - スティーヴン・ホッフェンバーグ、アメリカ合衆国の実業家、詐欺師（* 1945年）[179]
- 8月23日 - 今井一郎、日本の生態人類学者、関西学院大学教授（* 1954年）[180]
- 8月24日 - 長山泰久、日本の心理学者、大阪大学名誉教授（* 1924年）[181]
- 8月24日 - 辻田克巳、日本の俳人（* 1931年）[182]
- 8月24日 - 稲盛和夫、日本の実業家、京セラ・第二電電（現・KDDI）創業者、日本航空名誉会長（* 1932年）[183]
- 8月24日 - カリストス、イギリスの東方正教会聖職者、神学者、ディオクレイア府主教（* 1934年）[184]
- 8月24日 - レン・ドーソン、アメリカ合衆国のアメリカンフットボール選手、プロフットボール殿堂【カンザスシティ・チーフスなどに所属】（* 1935年）[185]
- 8月24日 - ジョー・E・タタ、アメリカ合衆国の俳優（* 1936年）[186]
- 8月24日 - 森健兒、日本の元サッカー選手、元Jリーグ専務理事・日本サッカー協会専務理事（* 1937年）[187]
- 8月24日 - ニコラ・マテラッツィ（英語版）、イタリアの自動車エンジニア（* 1939年）[188]
- 8月24日 - ティム・ページ（英語版）、イギリス出身のオーストラリアの戦場カメラマン（* 1944年）[189]
- 8月24日 - 光原百合、日本の小説家、児童文学作家、翻訳家、尾道市立大学教授（* 1964年）[190]
- 8月24日（遺体発見日） - “穴の男”、ブラジルの先住民、“穴の民”最後の1人（* 1960年代）[191]
- 8月24日 - Gucci Prince、日本のラッパー、Normcore Boyzメンバー（* 2000年?）[192]
- 8月24日 - イヴァン・スシュコ、ロシアの軍人、ロシアが任命したザポリージャ州ミハイリフカ（英語版）行政長官（* 生年不明）[193]
- 8月25日 - メイブル・ジョン、アメリカ合衆国のソウルシンガー（* 1930年）[194]
- 8月25日 - グラツィエラ・ガルバーニ（英語版）、イタリアの女優（* 1931年）[195]
- 8月25日 - 小林七郎、日本のアニメーション美術監督（* 1932年）[196]
- 8月25日 - ヘルマン・ファンスプリンヘル、ベルギーの元自転車競技選手（* 1943年）[197]
- 8月25日 - ジョーイ・デフランチェスコ（英語版）、アメリカ合衆国のジャズミュージシャン（* 1971年）[198]
- 8月26日 - ワンダ・スァヨウスカ（ポーランド語版）、ポーランドのスーパーセンテナリアン、国内最高齢者（* 1911年）[199]
- 8月26日 - ピーター・バーンサイド、アメリカ合衆国の元プロ野球選手【ワシントン・セネターズ、阪神タイガースなどに所属】（* 1930年）[200]
- 8月26日 - 石橋大吉、日本の政治家、元衆議院議員【日本社会党・社会民主党・民主党所属】（* 1932年）[201]
- 8月26日 - 坪井明日香、日本の陶芸家、帝塚山大学名誉教授（* 1932年）[202]
- 8月26日 - 岡部達、日本のアナウンサー、元東京放送（TBS）アナウンサー（* 1934年）[203]
- 8月26日 - ローランド・メスニエ（英語版）、フランス出身のアメリカ合衆国のパティシエ、著作家、元ホワイトハウス専任パティシエ（* 1944年）[204]
- 8月26日 - 鶴見五郎、日本の元プロレスラー【国際プロレス、全日本プロレスなどに所属】、トレーニングジム経営者（* 1948年）[205]
- 8月27日 - 二代目三遊亭金翁、日本の落語家、タレント（* 1929年）[206]
- 8月27日 - 岩田義文、日本の実業家、元イビデン社長（* 1939年）[207]
- 8月27日 - マノロ・サンルーカル（英語版）、スペインのフラメンコギタリスト、作曲家（* 1943年）[208]
- 8月27日 - ロバート・ルポーン（英語版）、アメリカ合衆国の俳優（* 1946年）[209]
- 8月27日 - スレイマン・カンガンギ（英語版）、ケニアの自転車競技選手（* 1988年）[210]
- 8月28日 - 森川時久、日本の映画監督、テレビドラマ演出家（* 1929年）[211]
- 8月28日 - 常脇恒一郎、日本の遺伝学者、京都大学名誉教授（* 1930年）[212]
- 8月28日 - 外山高士、日本の俳優、声優（* 1930年）[213]
- 8月28日 - 浅井亮宥、日本の実業家、富士機械製造（現FUJI）社長（* 1936年?）[214]
- 8月28日 - 鄭海泉（中国語版）、香港の銀行家、元香港上海銀行会長（* 1948年）[215]
- 8月28日 - マンズール・フサイン（英語版）、パキスタンの元フィールドホッケー選手、1984年ロサンゼルスオリンピック金メダリスト（* 1958年）[216]
- 8月28日 - ラルフ・エグルストン（英語版）、アメリカ合衆国のアニメーター、美術監督、プロダクションデザイナー、映画監督（* 1965年）[217]
- 8月28日 - オレクシー・コバロフ（英語版）、ウクライナの政治家、最高議会議員（* 1989年）[218]
- 8月29日 - 植田泰治、日本の映画プロデューサー（* 1935年）[219]
- 8月29日 - リゴベルト・リアスコ、パナマのプロボクサー、元WBC世界ジュニアフェザー級王者（* 1953年）[220]
- 8月29日 - チャールビ・ディーン、南アフリカ共和国の女優、モデル（* 1990年）[221]
- 8月29日（遺体発見日） - ルーク・ベル（英語版）、アメリカ合衆国のカントリーミュージックシンガーソングライター（* 1990年）[222]
- 8月29日 - ユ・ジュウン（朝鮮語版）、韓国の女優（* 1995年）[223]
- 8月30日  - 三條町子、日本の歌手（* 1925年）[224]
- 8月30日 - ミハイル・ゴルバチョフ、旧ソビエト連邦の政治家・最高指導者、元ソビエト連邦共産党書記長、ノーベル平和賞受賞者（* 1931年）[225]
- 8月30日 - 下村昇、日本のプラズマ物理学者、大阪教育大学名誉教授（* 1931年?）[226]
- 8月30日 - 竹内日出男、日本の脚本家、作家（* 1933年）[227]
- 8月30日 - ロン・ローガン（英語版）、アメリカ合衆国の実業家、元ディズニー・シアトリカル・プロダクションズ社長（* 1936年）[228]
- 8月30日 - ジョージ・ウッズ、アメリカ合衆国の元陸上競技選手、1968年メキシコシティー・1972年ミュンヘンオリンピック砲丸投銀メダリスト（* 1943年）[229]
- 8月30日 - ゲオルゲ・ベルチェアヌ（英語版）、ルーマニアの元アマチュアレスリング選手、1972年ミュンヘンオリンピックグレコローマン48kg級金メダリスト（* 1949年）[230]
- 8月30日 - 吉田晄浩、日本のゲームディレクター（* 生年不明）[231]
- 8月31日 - 倉田喜弘、日本の芸能史研究家（* 1931年）[232]
- 8月31日 - リー・トーマス、アメリカ合衆国の元MLB・プロ野球選手【ボストン・レッドソックス、ロサンゼルス・エンゼルス、南海ホークスなどに所属】・指導者・球団経営者、元フィラデルフィア・フィリーズGM（* 1936年）[233]
- 8月31日 - 轡田隆史、日本のジャーナリスト、元朝日新聞編集委員（* 1936年）[234]
- 8月31日 - 方榮雄、韓国の小説家（* 1940年）[235]